# Лауриккала, Селим Ялмари
Се́лим Я́лмари Ла́урикка́ла (фин. Selim Jalmari Laurikkala; 29 декабря 1882, Пюхяранта, Або-Бьёрнеборгская губерния — 19 ноября 1957, Хельсинки) — пробст, председатель консистории Евангелическо-лютеранской церкви Ингрии с 1925 по 1937 год. Финляндский религиозный деятель, служивший в Российской империи, СССР, Финляндии, Швеции и являвшийся, по мнению современных биографов, духовным отцом ингерманландских финнов. Его имя носит высшее духовное учебное заведение для подготовки пасторов и приходского актива Евангелическо-лютеранской церкви Ингрии — Теологический институт Церкви Ингрии.

## Детство и юность
С. Я. Лауриккала родился в Финляндии, в Або-Бьёрнеборгской губернии, в деревне Каукка, общины Пюхяранта, находившейся на берегу бухты Маннервеси, выходящей в Ботнический залив. Он был младшим из семи детей в крестьянской семье Йохана Лауриккала (02.06.1841—20.04.1921) и Марии (15.12.1835—06.07.1915), урождённой Сиириля. Старших детей звали: Ева (12.02.1864—12.02.1864), Юхо Оскар (08.03.1865—13.08.1946), Мария Лидия (01.07.1868—08.05.1921), Айна Вильгельмина (12.04.1871—05.01.1942), Энгла Фредрика (05.06.1874—25.10.1936) и Куста Албанус (14.06.1878—11.08.1889).
В шесть лет Селим Ялмари прошёл испытания на умение читать и начал обучение в передвижной школе. С 1893 по 1897 год обучался в народной школе. Затем окончил восемь классов общего лицея в городе Уусикаупунки (1897—1905). В 1905 году поступил на богословский факультет университета Хельсинки и за три с половиной года прошёл обучение, которое при обычных условиях занимает пять лет.

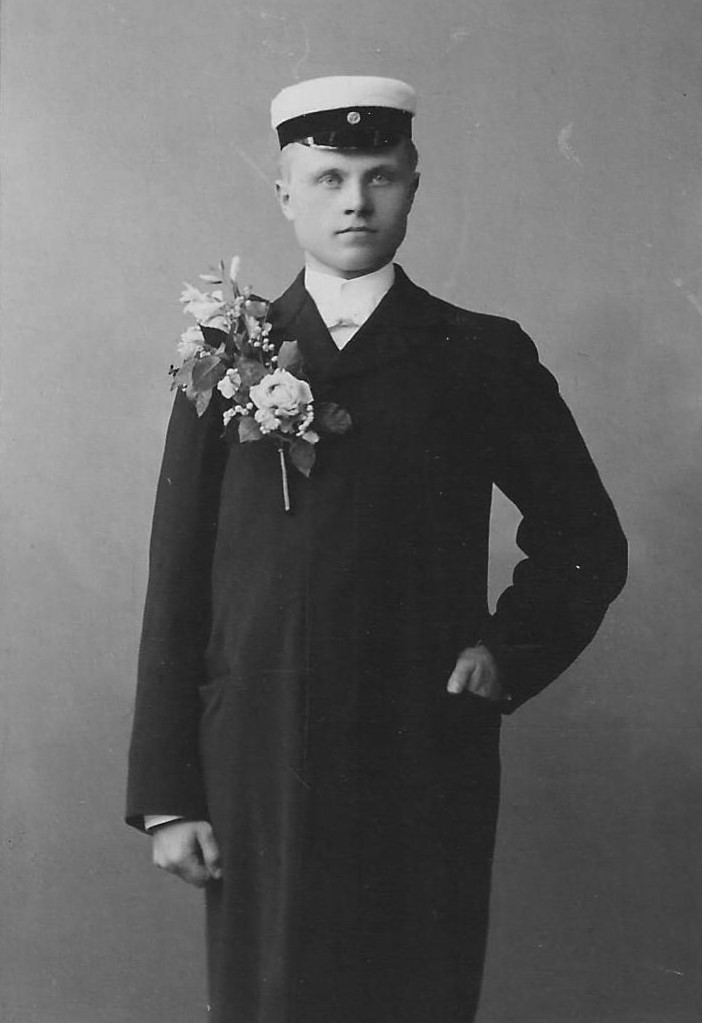
С. Я. Лауриккала в годы учёбы в университете Хельсинки. 1905 год
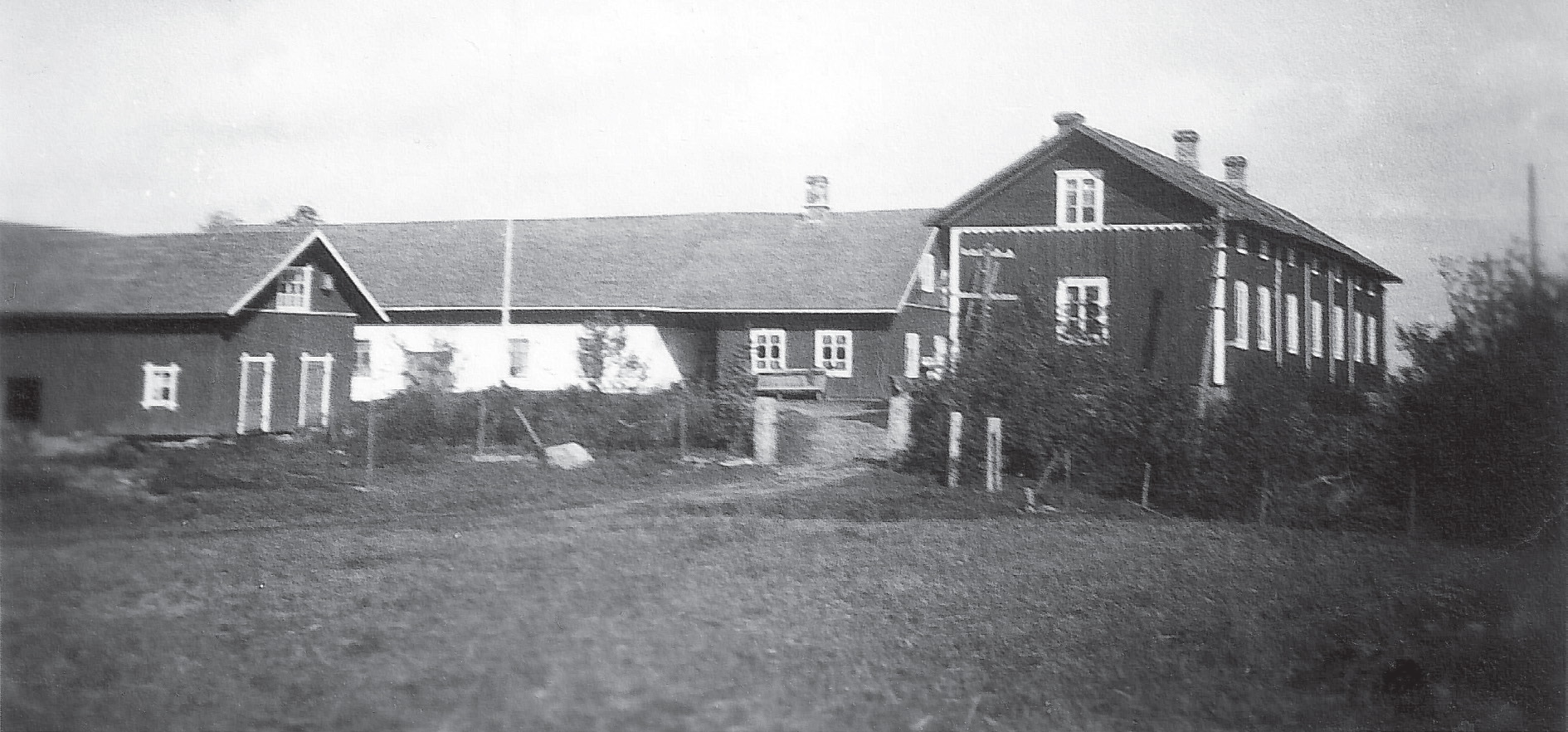
Усадьба семьи Лауриккала. Фото 1935 года

## Начало пасторского служения
11 января 1909 года архиепископ Густав Йохансон рукоположил его в пасторы в стенах кафедрального собора в Турку, а 31 января 1909 года в пасторате Пюхяранта прошло венчание Сайми Саллима Поуру и пастора Селима Ялмари Лауриккала. Сайми родилась 14 августа 1880 года в волости Тайвассало и в 1902 году окончила финское училище в Хельсинки, став учительницей истории, географии и немецкого языка. Её родителями были настоятель прихода Пюхяранта Аукусти Поуру и Агнес Эмилия Кавэн. 15 февраля 1909 года С. Я. Лауриккала был переведён из епархии Турку в епархию Санкт-Петербурга. В феврале 1909 года супруги Лауриккала отправились к месту службы, в Западную Ингерманландию.
Селим Ялмари Лауриккала был назначен пастором объединённого лютеранского прихода Каттила-Сойккола-Новасолкка, находившегося близ границы с Эстонией. Это были одни из самых старых приходов Ингерманландии, известные ещё с 1620-х годов. В 1917 году общая численность прихожан в них составляла 1653 человека, из которых финны-лютеране составляли меньшинство, большинство жителей были эстонцы, а также проживали православные русские, ижоры и около 500 вожан. Супруги поселились в пасторате прихода Каттила. Его прихожане говорили на разных языках, поэтому пастору в церкви прихода Каттила кроме богослужений на финском языке, приходилось также вести службы на эстонском и немецком языках. В приходе Новасолкка по воскресеньям после финского богослужения он проводил службы на эстонском языке. В приходе Сойккола лишь изредка приходилось прибегать к другим языкам, кроме финского, там лишь однажды пришлось вести службу на русском языке для латышей, которые знали лишь русский и латышский языки, так как Лауриккала латышским не владел.
В 1912 году освободилось место настоятеля в приходе Ряяпювя (на территории современного Всеволожского района). Пастор соседнего прихода Келтто (Колтушский) рассказал прихожанам Ряяпювя о молодом пасторе из Каттила, и они решили послать одного проповедника-мирянина выяснить, что за человек этот Лауриккала. Посланец прибыл в пасторат Каттила, не раскрывая никому цели своего визита, и пробыл там две недели. Он участвовал в экзаменах по чтению и много беседовал с настоятелем. В заключение он рассказал ему о вакансии настоятеля в приходе Ряяпювя и предложил Ялмари Лауриккала послать своё заявление для участия в выборах. Лауриккала последовал его совету. На выборах пастора в приходе Ряяпювя Лауриккала набрал больше всех голосов.
В марте 1914 года Лауриккала с семьёй прибыл к месту нового служения. Приход Ряяпювя (Рябовский) был небольшим. В него входило 13 деревень, из которых 12 были финскими и одна финско-русской. В 1917 году в приходе числилось 2372 прихожанина. Большую часть составляли ингерманландские финны, было немного эстонцев, а также несколько человек немцев. Православных было мало. По воскресеньям и в религиозные праздники проводились богослужения на финском языке. Несколько раз в год после финского богослужения проводилось богослужение на эстонском языке. Служение здесь было намного проще, чем в Каттила, где было три языка, три церкви и приходилось ездить на большие расстояния.

1911 год
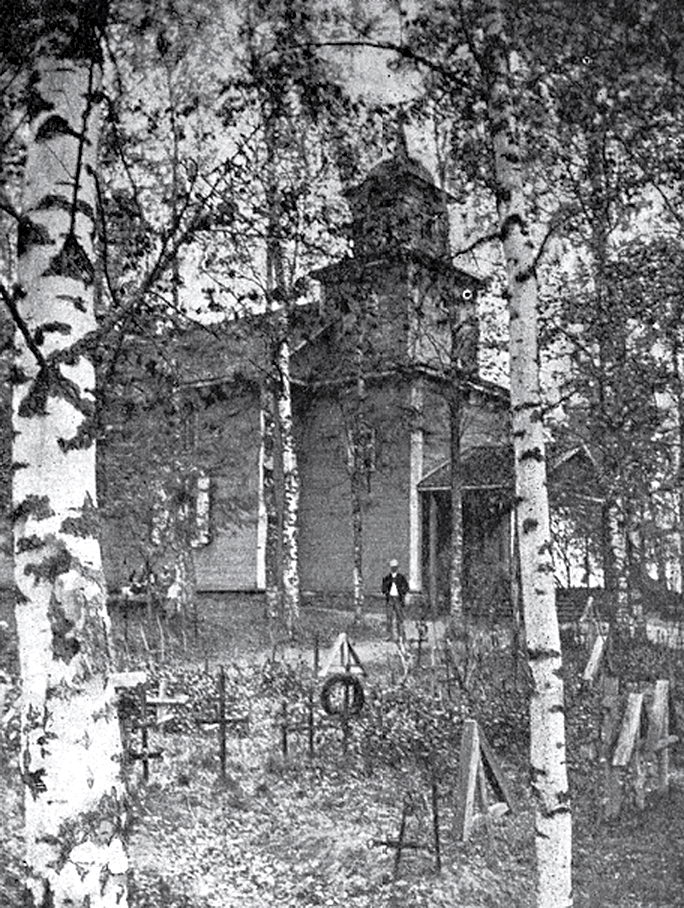
Кирха прихода Каттила в деревне Котлы
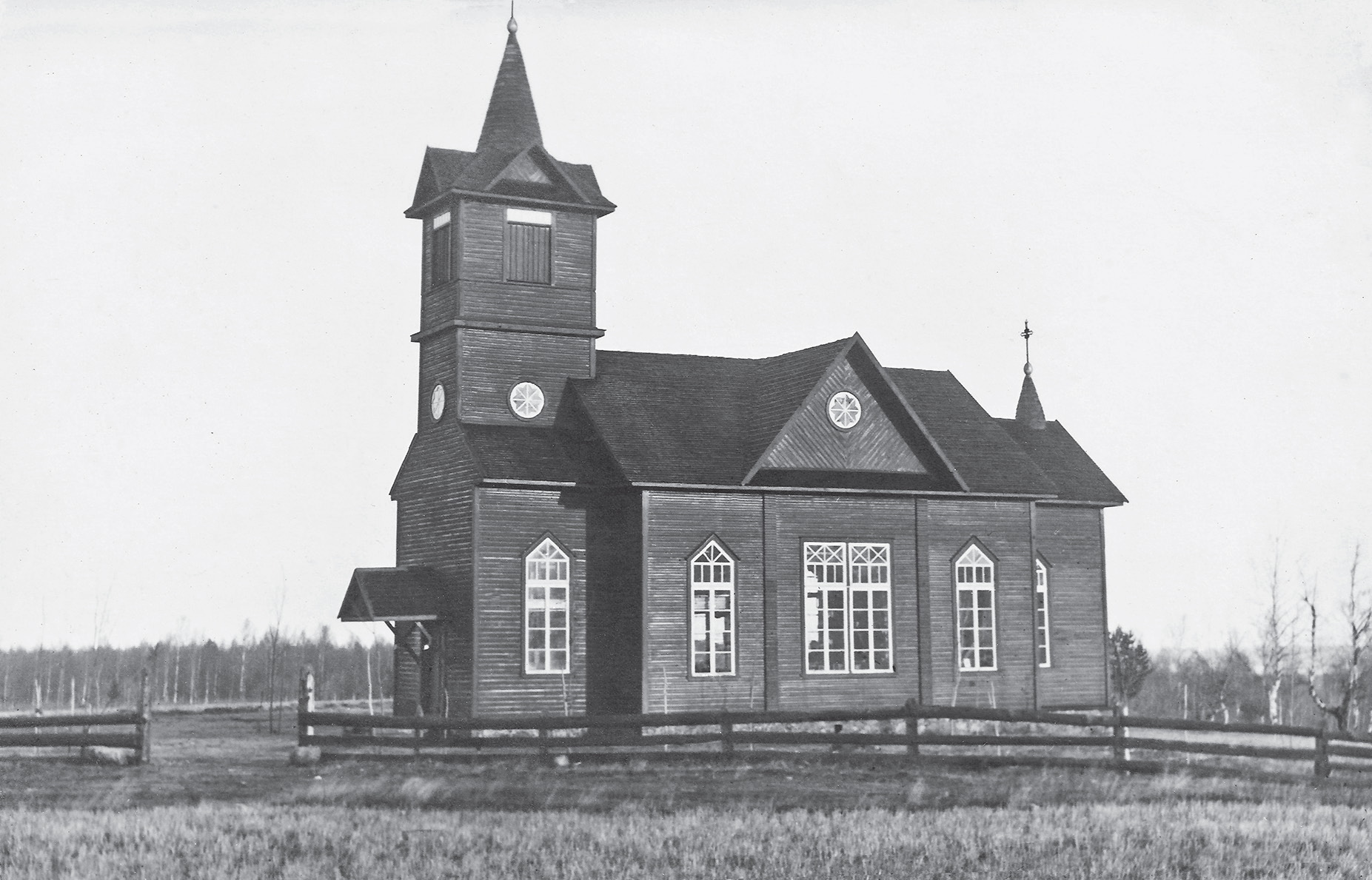
Кирха прихода Сойккола в деревне Заозерье
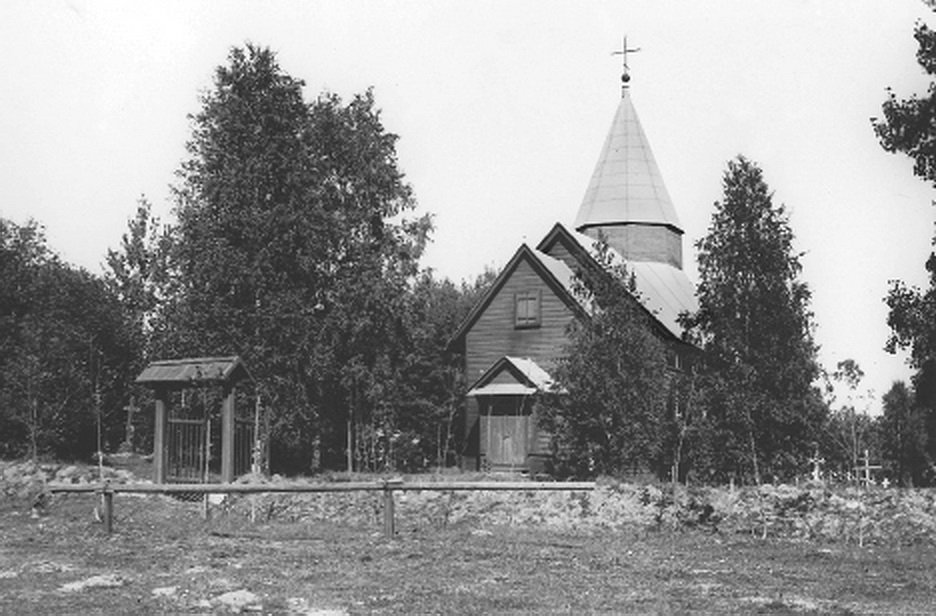
Кирха прихода Новасолкка в деревне Новосёлки
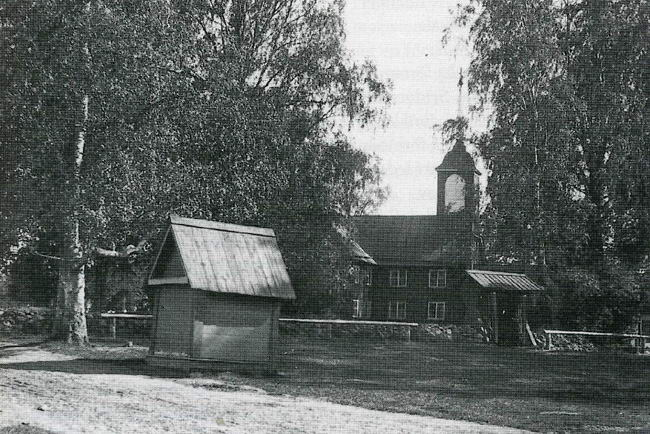
Кирха прихода Ряяпювя в деревне Румболово

## После Октябрьской революции
Финские приходы Ингерманландии вместе со своими единоверцами — эстонцами, латышами и немцами — входили в Санкт-Петербургскую епархию, которой руководила Санкт-Петербургская Евангелическо-лютеранская Консистория. Её официальным языком был немецкий, на нём проходили собрания пасторов епархии, но в годы Первой мировой войны немецкая консистория утратила свою дееспособность. Поэтому финская церковь, также как эстонская и латышская, после Октябрьской революции стала стремиться к обретению независимости. Представители финских приходов Ингерманландии образовали «финский отдел немецкой консистории», который вскоре превратился во временную финскую консисторию. 7 марта 1921 года Евангелическо-лютеранский совет епископов России утвердил её в качестве независимой Финской Евангелическо-лютеранской Консистории Ингерманландии, а финские приходы России стали членами Финской Евангелическо-лютеранской епархии Ингерманландии. Независимыми стали также эстонская и латышская церкви.
Затем церковь была отделена от государства, а школа от церкви, имущество церкви было объявлено государственной собственностью. На аренду храма нужно было заключать письменный договор с местными советскими органами власти. Вскоре был введён запрет на обучение религии несовершеннолетних, не достигших 18 лет. Постепенно вводилось всё больше ограничений на проведение духовных собраний и праздников. За использование «бесплатных» церковных зданий стали взимать постоянно растущие налоги и страховые взносы по страхованию от пожаров. Проповедников обложили налогами, которые в действительности превышали их реальные доходы.
Синод Ингерманландии собирался в период с 1921 по 1928 год. После 1928 года разрешения на его проведение больше не давалось. Высший Синод всей Евангелическо-лютеранской церкви Советского Союза собрался в первый раз в Москве с 21 по 25 июня 1924 года. Тогда был принят общий церковный закон лютеранских церквей. На этом Синоде Церковь Ингрии представляли пробст С. Я. Лауриккала и попечитель Скворицкого прихода Антти Яаттинен, а также члены консистории Пиетари Хуйма и Симо Пеннонен. Второй раз Высший Синод собирался в Москве в 1928 году. Церковь Ингрии на нём представлял только член консистории Пекка Бракс. Советские власти не дали С. Я. Лауриккала разрешения участвовать в Синоде, так как он был гражданином Финляндии. В третий и последний раз Синод собирался в Москве осенью 1933 года. Представителей Церкви Ингрии на нём уже не было. Синод должен был собираться раз в три года, но советские власти этого не допускали.

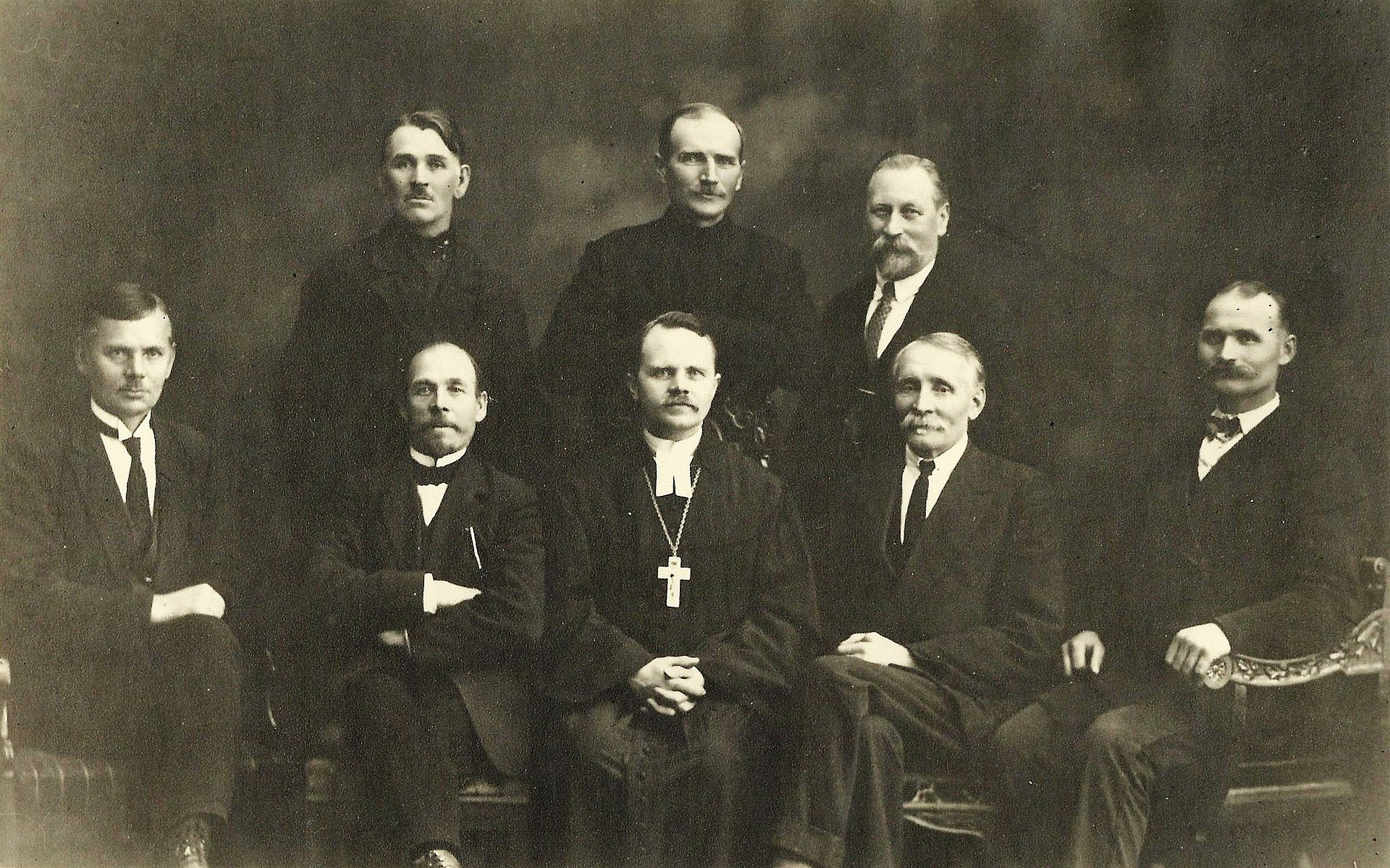
С. Я. Лауриккала (в центре) и члены Консистории. 1920-е годы

В нижнем ряду слева направо: Пекка Бракс, Симо Пеннанен, руководитель консистории Селим Ялмари Лауриккала, Пиетари Хуима и Антти Яаскеляйнен. В верхнем ряду: Матти Нярья, Самули Халттунен и казначей Юхо Блюменталь.

## В приходе Ряяпювя
Абсолютное большинство его прихожан составляли ингерманландцы, было немного финляндских финнов, эстонцев, а также несколько человек немцев. Приходская церковь была рассчитана на 400 сидячих мест. Богослужения велись на финском языке, но несколько раз в год проводились богослужения на эстонском языке. Кроме служения в церкви пастор регулярно проводил духовные собрания в деревнях своего прихода, стремился посетить дома своих прихожан и познакомиться с ними лично, работал в воскресной школе, принимал экзамены по чтению у детей и вёл занятия конфирмационной школы для подростков. Как вспоминали прихожане: «Он учил конфирмантов как человек, делом жизни которого было воспитание и спасение душ, а не как кто-то, кто просто выполняет свои обязанности, а там — будь что будет».
Работе с молодёжью С. Я. Лауриккала придавал особое значение, для этого он приходил на танцплощадку в деревне Румболово: «хотел поговорить и дать им совет, но какой переполох это производило! Все разбегались, прятались кто в кусты, кто за горку, совесть их мучила, ведь они знали, что танцы эти не во славу Божью были. В те времена молодые люди активно посещали церковь и слышали там серьёзные предостережения».
По воспоминаниям жены пастора Сайми Лауриккала, это были трудные времена, «многие люди страдали от эпидемий, особенно от сыпного тифа. В нашем доме побывали корь, коклюш и оспа. Мой муж заразился оспой, когда исповедовал в больнице двух молодых людей, которые затем умерли». В июне 1919 года, когда пастор только оправился от болезни, к нему пришли с обыском. С половины шестого утра до позднего вечера искали оружие. Пастора арестовали и посадили во временную тюрьму в Озерках, так как в тюрьмах Петрограда не хватало мест. С. Я. Лауриккала предъявили обвинения в том, что он «основатель белогвардейского союза, распространитель белогвардейских газет, что получил письмо из Финляндии от родственников и в качестве кандидата принимал участие в деятельности местной ячейки Трудовой партии». За всё это ему грозил расстрел. Арест пастора произвёл сильное впечатление на жителей Рябовской волости. Народные представители потребовали от волсовета немедленно провести общее собрание в деревне Романовка, на котором постановили освободить его из тюрьмы. Председатель совета Григорий Александрович Егоров из деревни Щеглово нехотя подчинился, он сказал: «Мне не нужен ни бог, ни пастор, но если вы так хотите, я верну его» и послал в Озерки секретаря с поручительством. Пастора освободили.

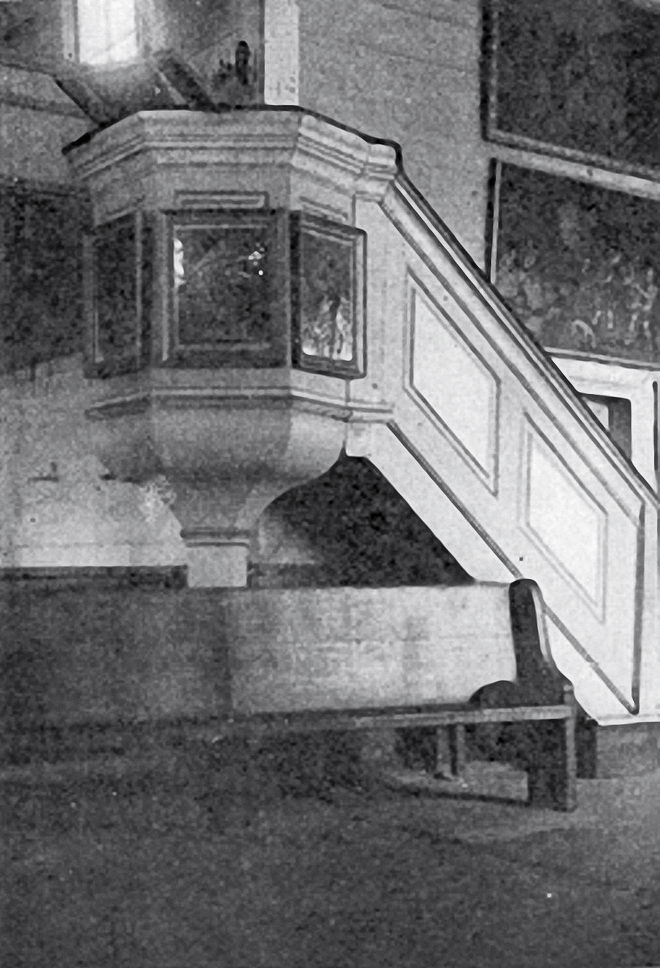
Интерьер кирхи. 1911 год
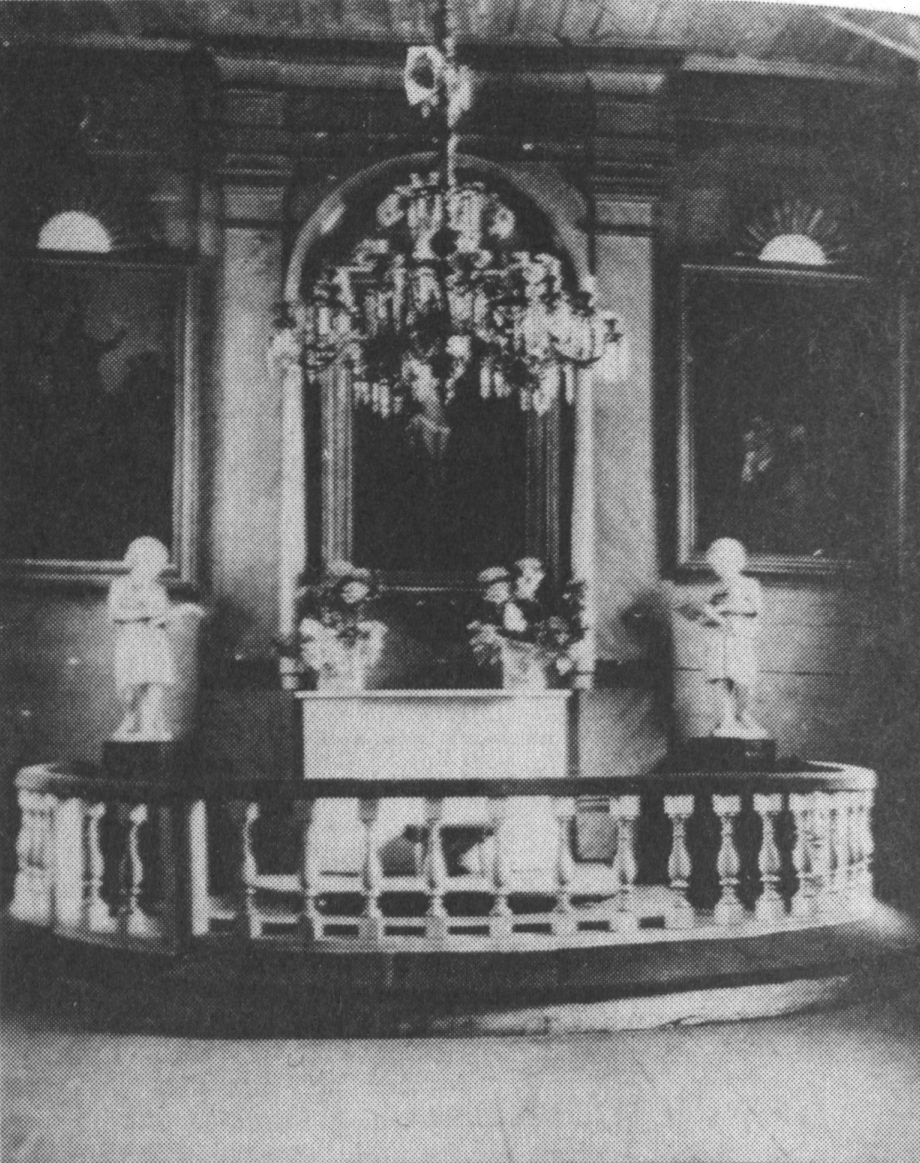
Интерьер кирхи. 1911 год
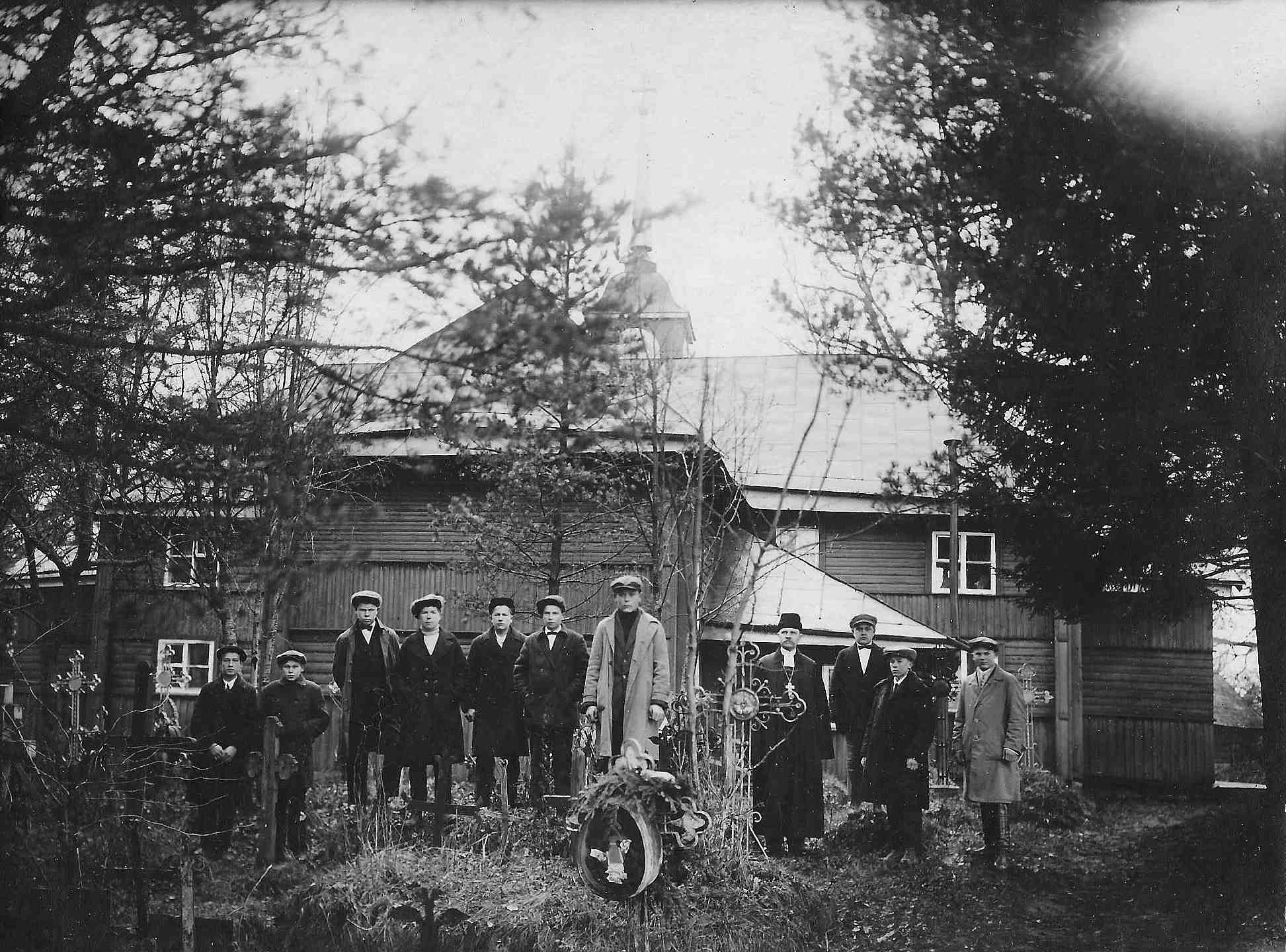
Кирха прихода Ряяпювя. У креста стоит пастор С. Я. Лауриккала. 24 ноября 1929 года
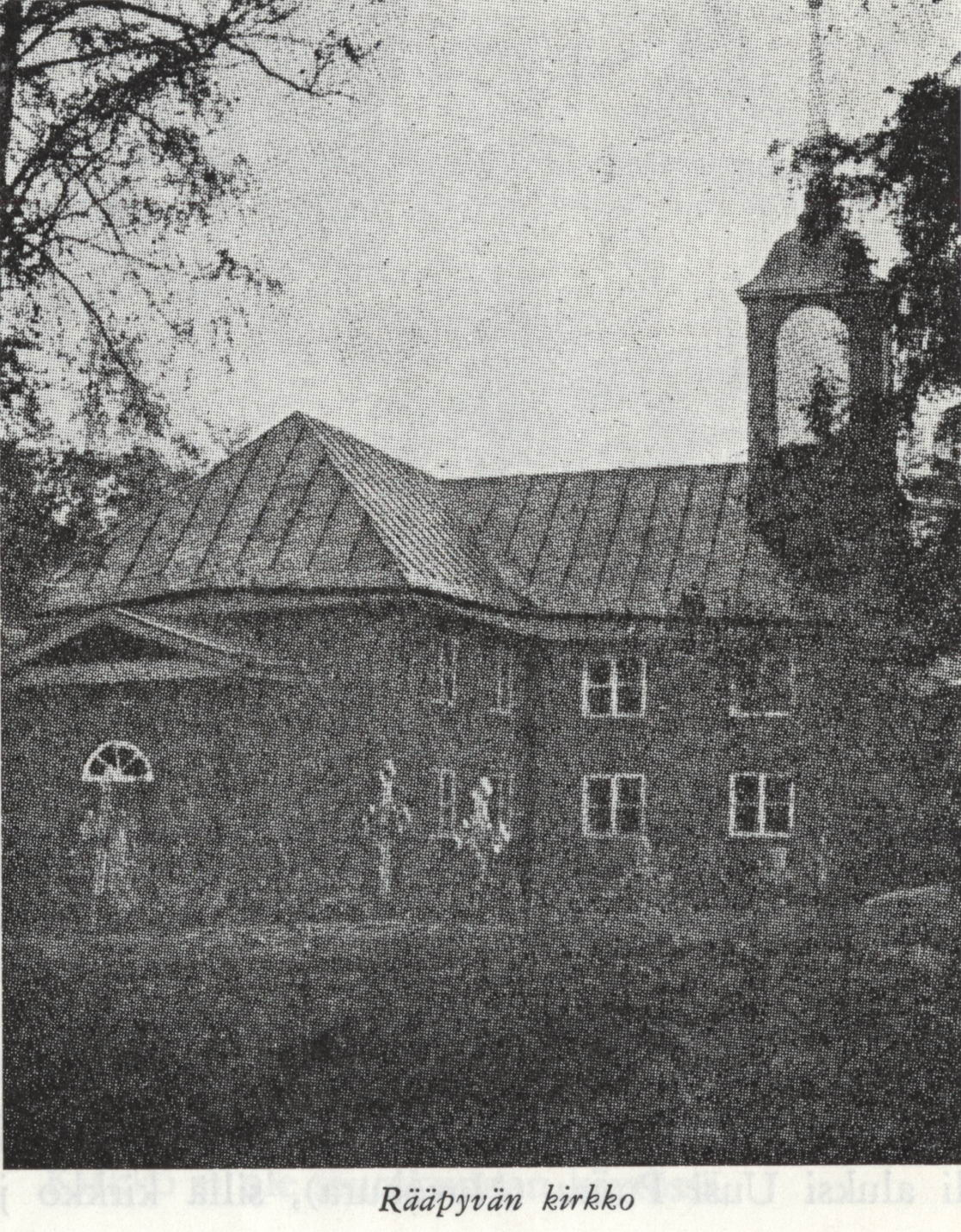
Кирха прихода Ряяпювя. 1929 год

## 1920-е годы
В 1921 году умерла сестра С. Я. Лауриккала — Мария Лидия. Она последовала за своим братом в Ингерманландию, заболела и умерла от воспаления лёгких в пасторате прихода Ряяпювя. Похоронена на приходском кладбище.
8 февраля 1925 года в церкви Святой Марии С. Я. Лауриккала был рукоположён в чин пробста, однако С. Я. Лауриккала так никогда и не позволил рукоположить себя в епископы. Причиной этого была, с одной стороны, его скромность, с другой стороны, политическая ситуация. В то время, чем выше была должность церковного служителя, тем больше он привлекал внимание противников церкви.
На пастора продолжали писать доносы, в его доме регулярно проводились обыски — искали оружие, а его самого неоднократно арестовывали. Кроме того, несмотря на возраст и гражданство Финляндии, его пытались призвать в Красную армию и отправить на Гражданскую войну. В начале 1927 года С. Я. Лауриккала получил в Москве специальное разрешение съездить в Финляндию для приобретения духовной литературы. Некоторые местные атеисты призывали не пускать его обратно, но он вернулся и привёз для верующих 50 Библий, 300 Новых Заветов, 2000 сборников гимнов, 2001 катехизис, 1665 Библейских историй и 500 сборников духовных песен и гимнов.
Кроме арестов и обысков другим действенным способом борьбы государства с пастором было налогообложение. В 1929 году Рябовский совет назначил ему налоги, которые превышали его годовую зарплату. «С. Я. Лауриккала заплатил столько, сколько смог, но всю сумму он был не в состоянии выплатить. Результатом этого стало то, что всё имущество пастора, включая одежду, было описано и пущено на продажу через аукцион. Прихожане знали об этом, поэтому члены Рябовского и Колтушского приходов пришли в дом пастора и приняли участие в аукционе. Прихожане пришли на помощь пастору, собрав необходимые деньги, с помощью которых Лауриккала смог уплатить налог и сохранить свою должность».

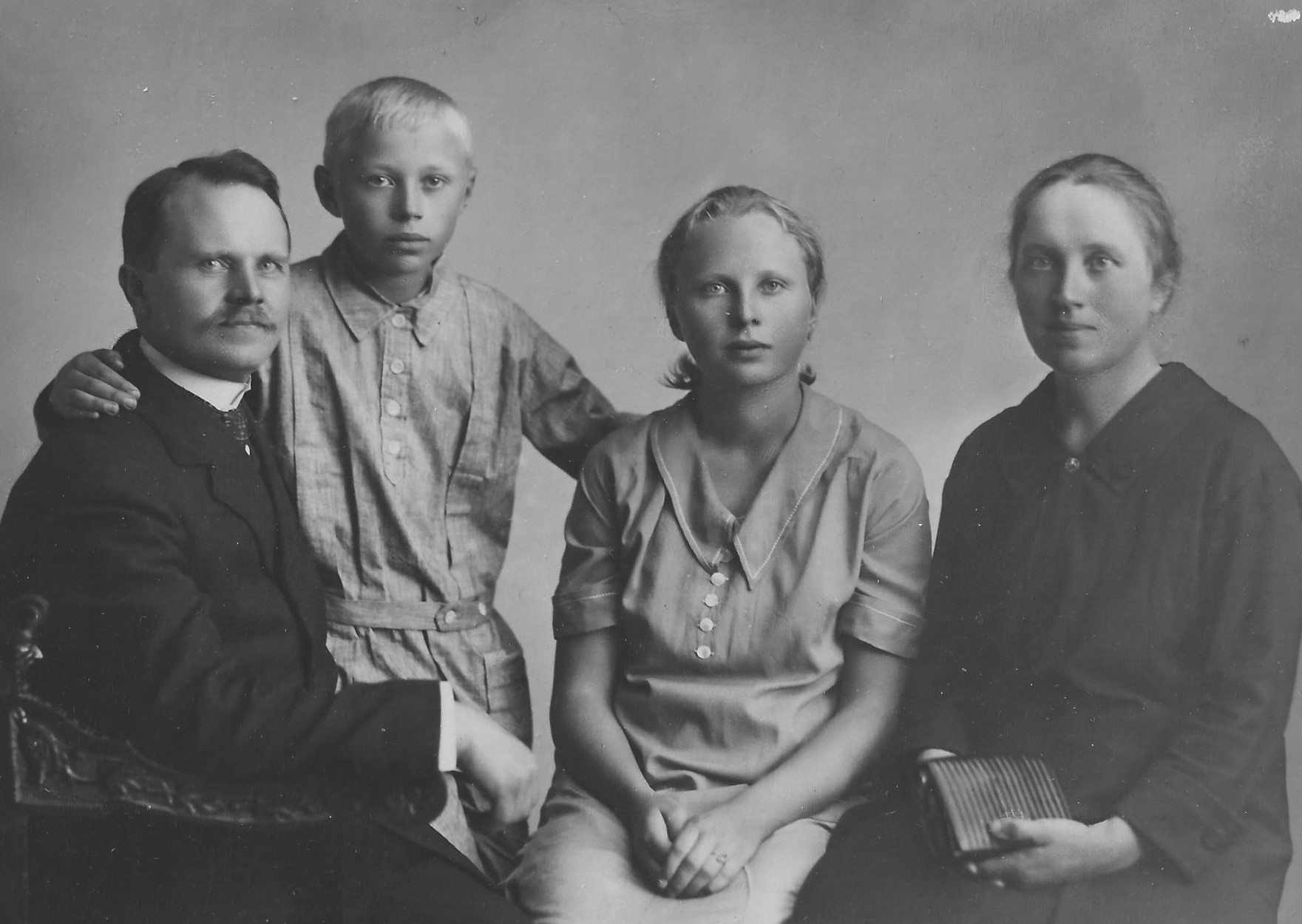
Селим Ялмари, Аарре, Инкери и Сайми Лауриккала. 1926 год
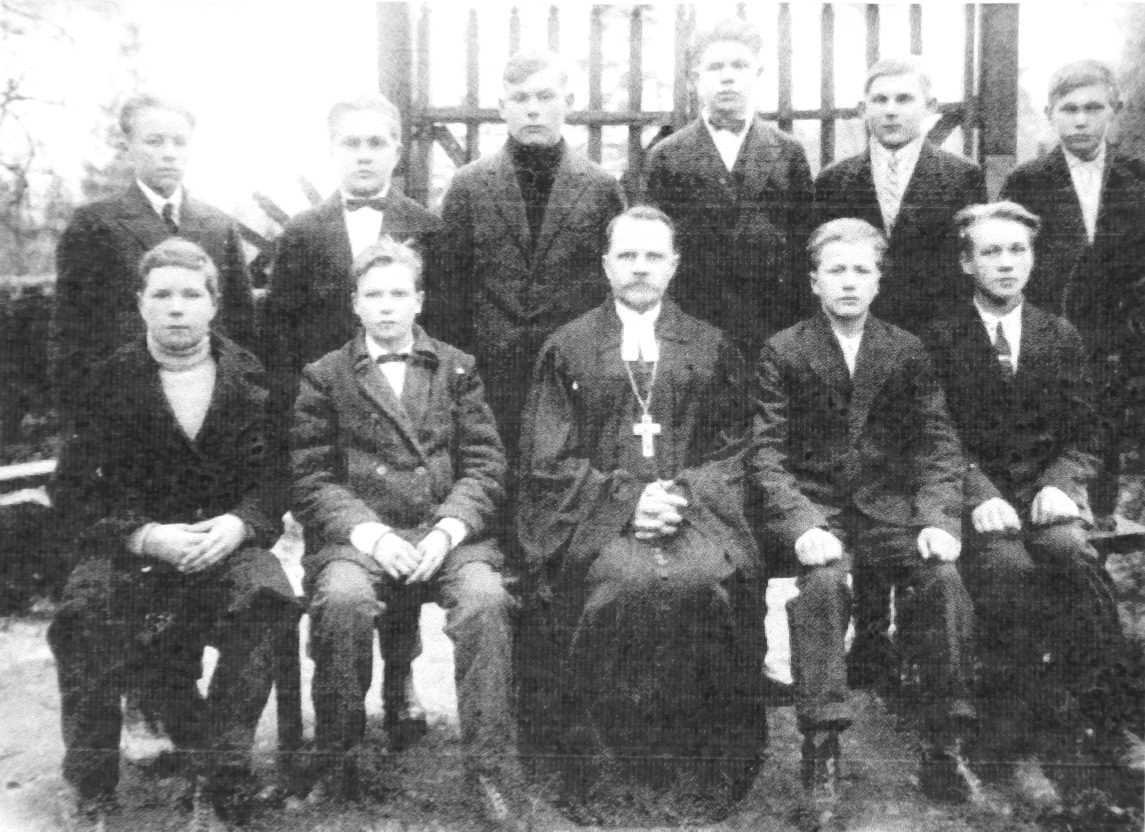
Пробст С. Я. Лауриккала с учениками конфирмационной школы. 1928 год

## 1930-е годы
Осенью 1930 года настоятелю всё же пришлось покинуть рябовский пасторат, 8 октября 1930 года соседи помогли погрузить вещи на телегу и перевезти семью пастора в Ленинград. Тем не менее церковь не закрылась, так как некоторое время прихожане сами проводили богослужения, пока храм не передали колхозу «Коммуна Труд», который переоборудовал кирху под клуб. В феврале 1931 года ОГПУ запретило пастору посещать Рябовский и соседний с ним Колтушский приходы. В последний раз он был в Рябовской лютеранской церкви в конце января 1931 года, когда проводил там отпевание. Весной 1931 года начались массовые высылки ингерманландских финнов в Сибирь. В поисках утешения высылаемые, а также их родственники обращались к своему духовному отцу. Супруга пастора Сайми Лауриккала так пишет о визитах родственников высланных: «Некоторые из них совершенно отчаялись. Некоторые даже потеряли рассудок, но у креста Иисуса вновь приходили в себя». Многие в оставшиеся до отъезда дни приходили к пастору в его ленинградскую квартиру за утешением, а также чтобы попрощаться. 28 апреля 1937 года С. Я. Лауриккала с семьёй был выслан в Финляндию.

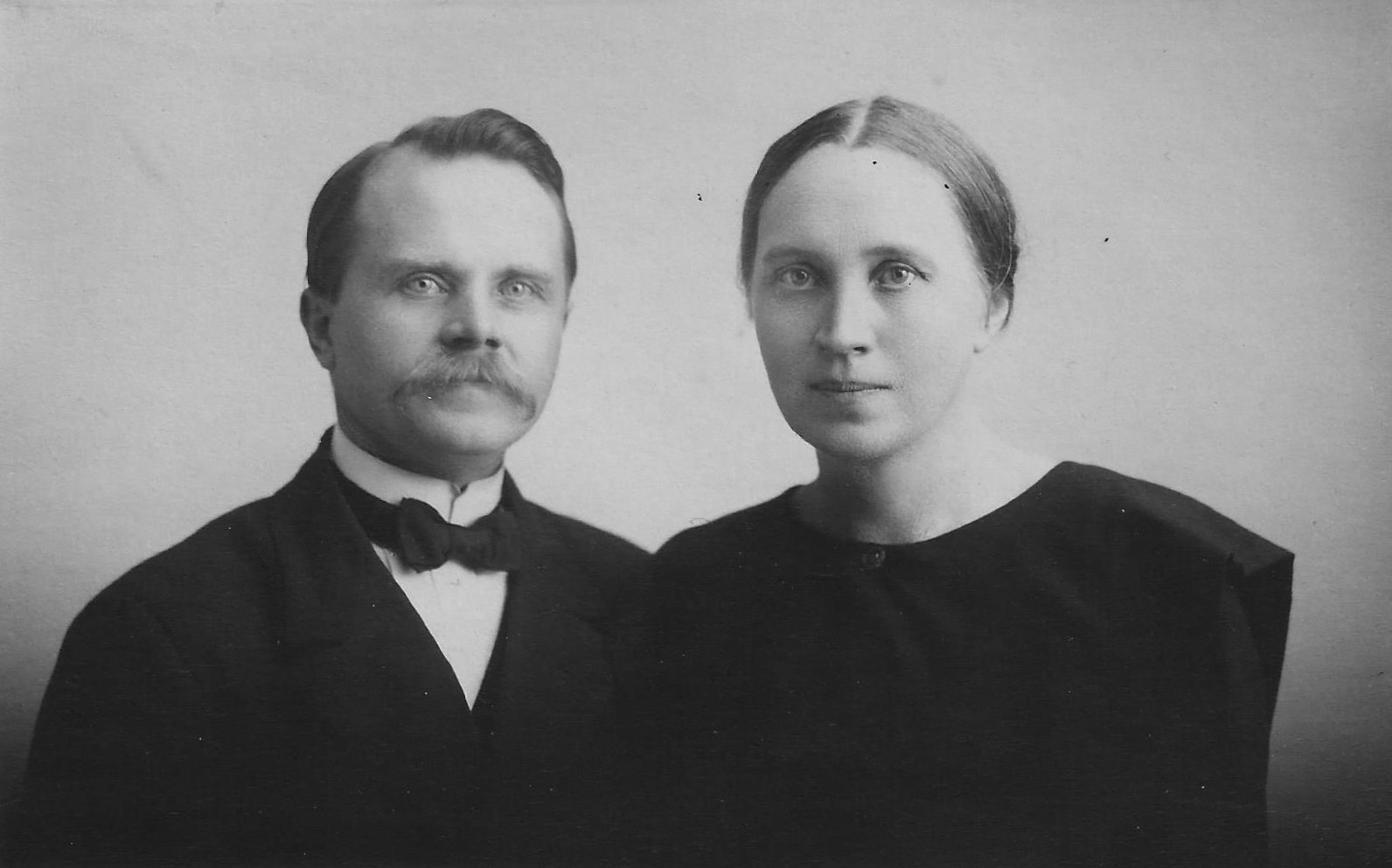
Селим Ялмари и Сайми Лауриккала. 1930 год
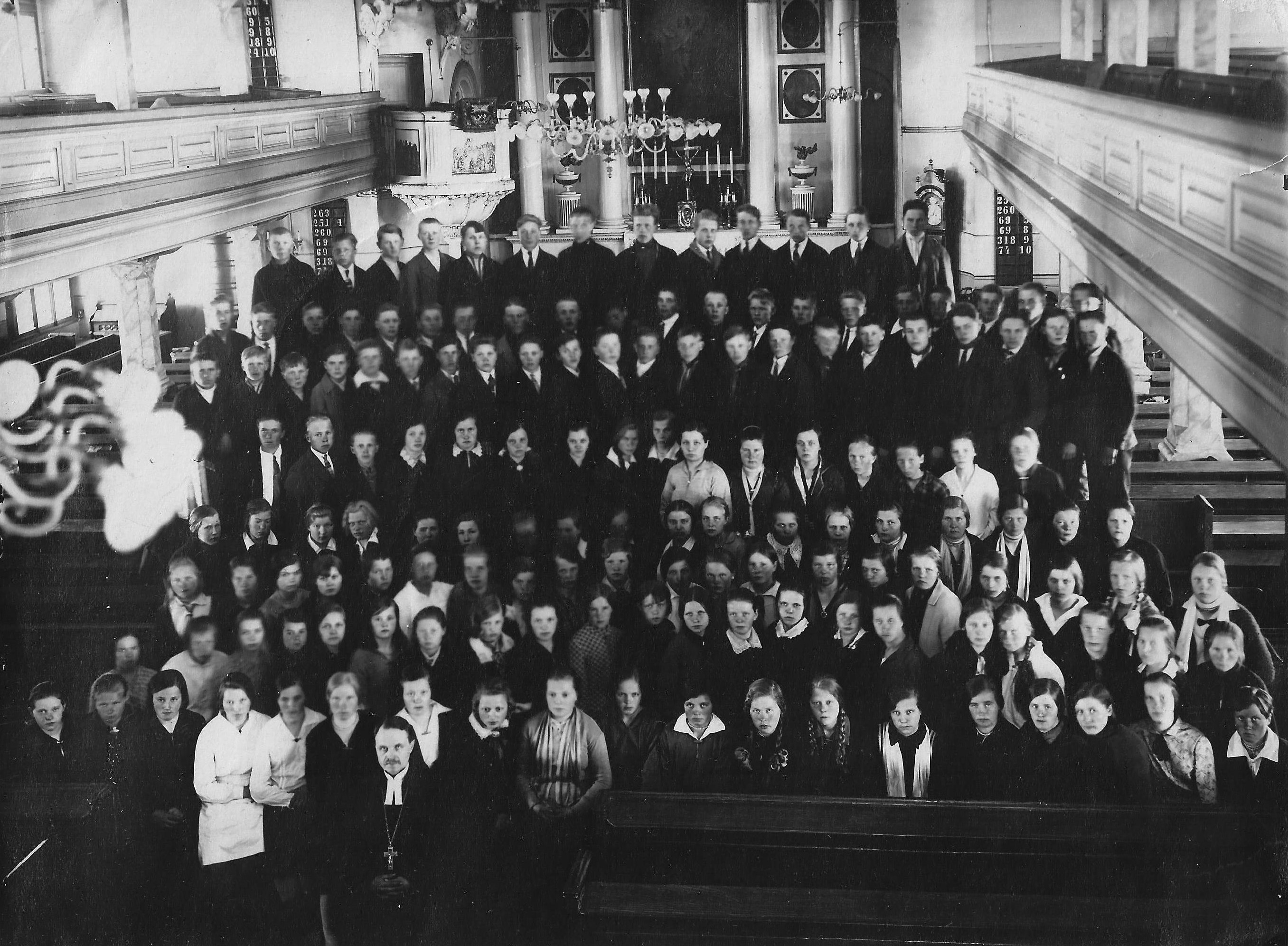
С. Я. Лауриккала на конфирмации в церкви Святой Марии. Ленинград. 1933 год
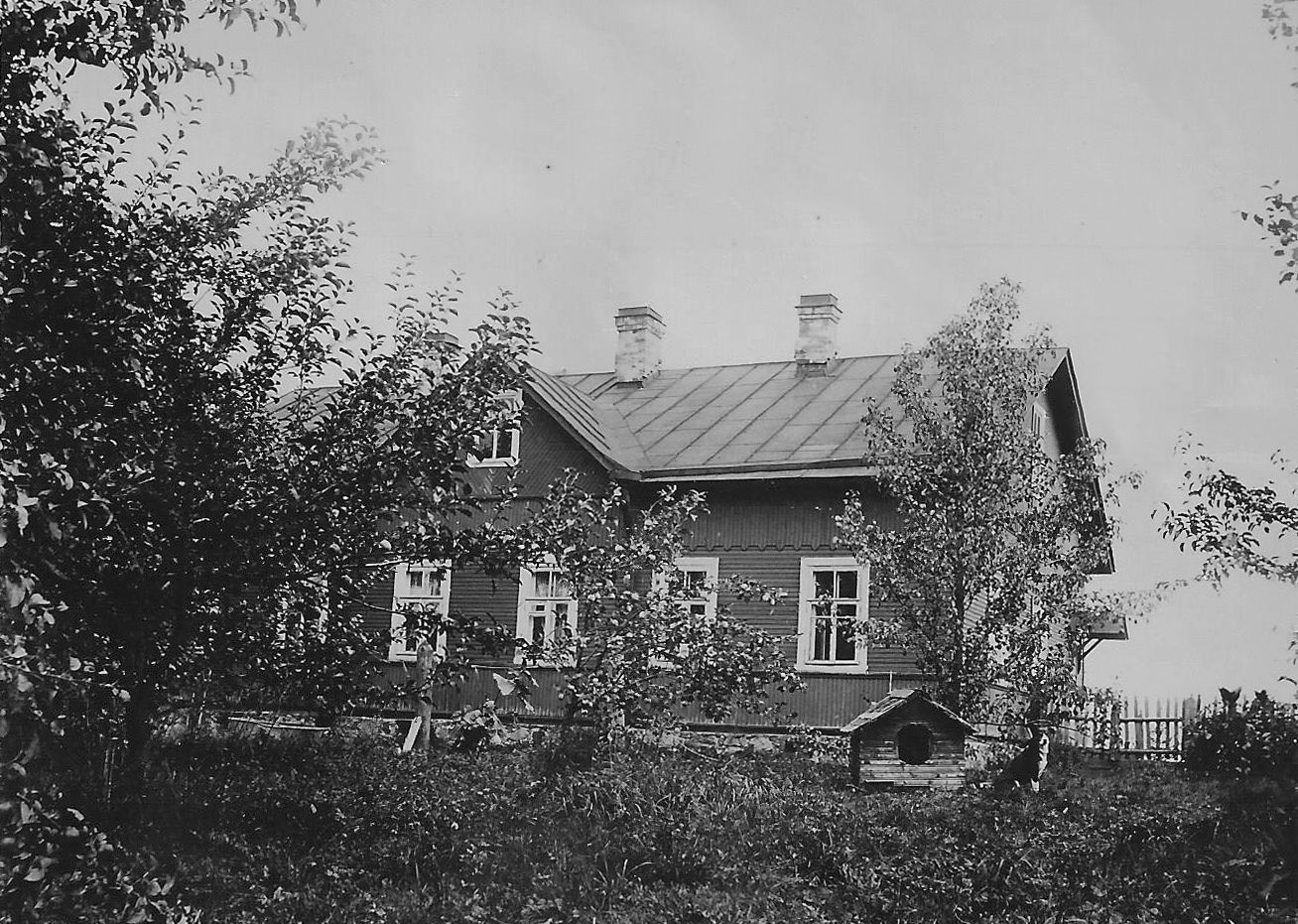
Пасторат Ряяпювя. 1930-е годы

## Итоги служения в СССР
Кроме прихода Ряяпювя С. Я. Лауриккала с 1917-го по 1931 год служил также в приходе Келтто, с 1921-го по 1923 год в объединённом приходе Марккова-Ярвисаари и с 1922-го по 1937 год в приходах Туутари и Хиетамяки. На его попечении были также три лютеранских прихода в Петрограде (Ленинграде): с 1923-го по 1937 год финский, с 1929-го по 1931 год шведский и с 1929-го по 1937 год эстонский. В период с 1919-го по 1921 год он проводил богослужения на финском, эстонском и немецком языках на Шлиссельбургском пороховом заводе. С 1925 года возглавлял Консисторию независимой Церкви Ингрии и хотя номинально не принял епископского сана, являлся фактическим главой финской лютеранской церкви на территории СССР.
Помимо своего родного финского, он в совершенстве владел шведским, немецким и эстонским языками, а также ингерманландским диалектом финского и русским языком. Сохранившиеся русскоязычные документы написаны им идеальным почерком без малейших орфографических, пунктуационных или стилистических ошибок.

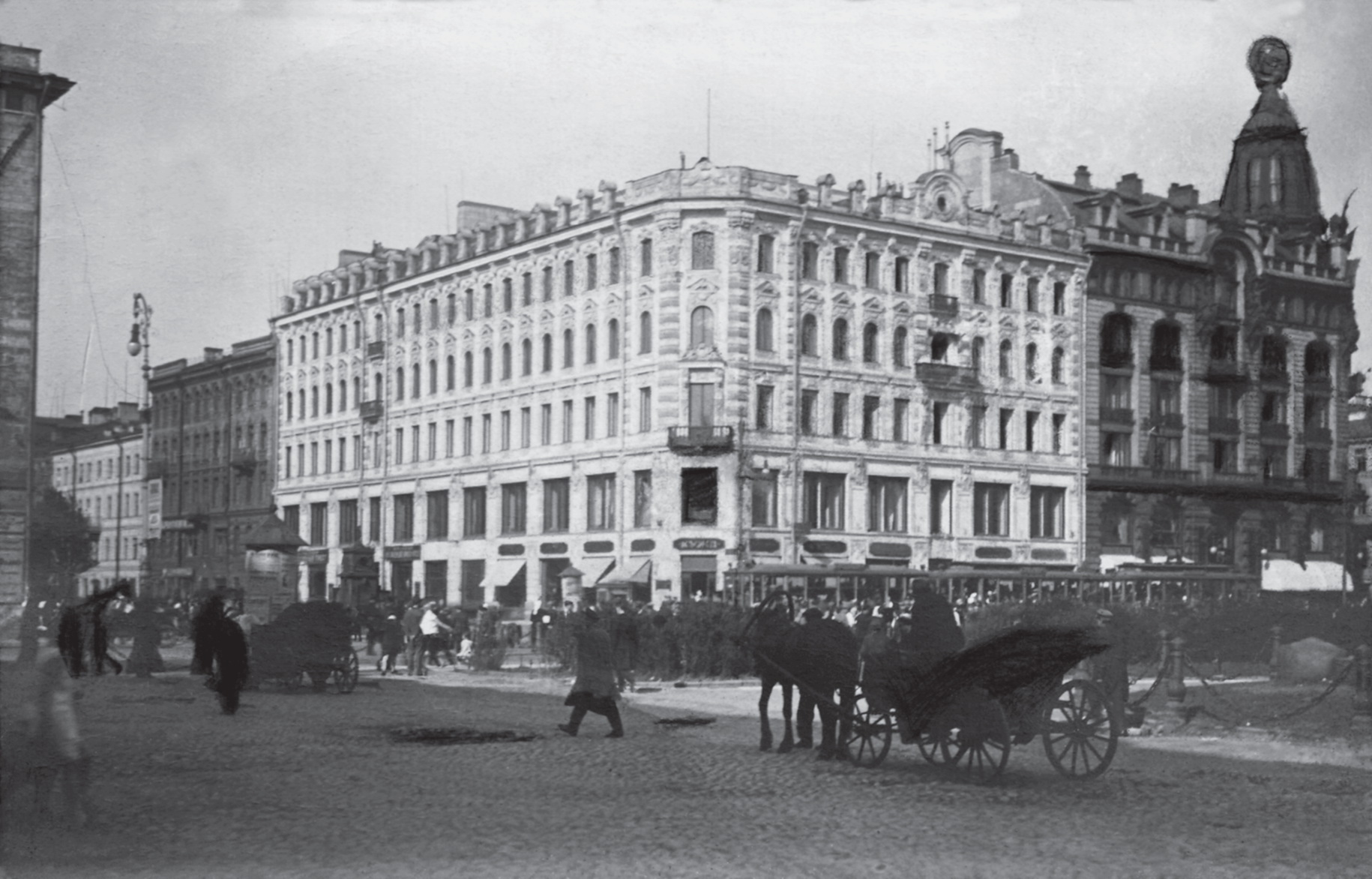
«Дом Финляндии» в Ленинграде, где с 1930 по 1937 год проживал с семьёй С. Я. Лауриккала
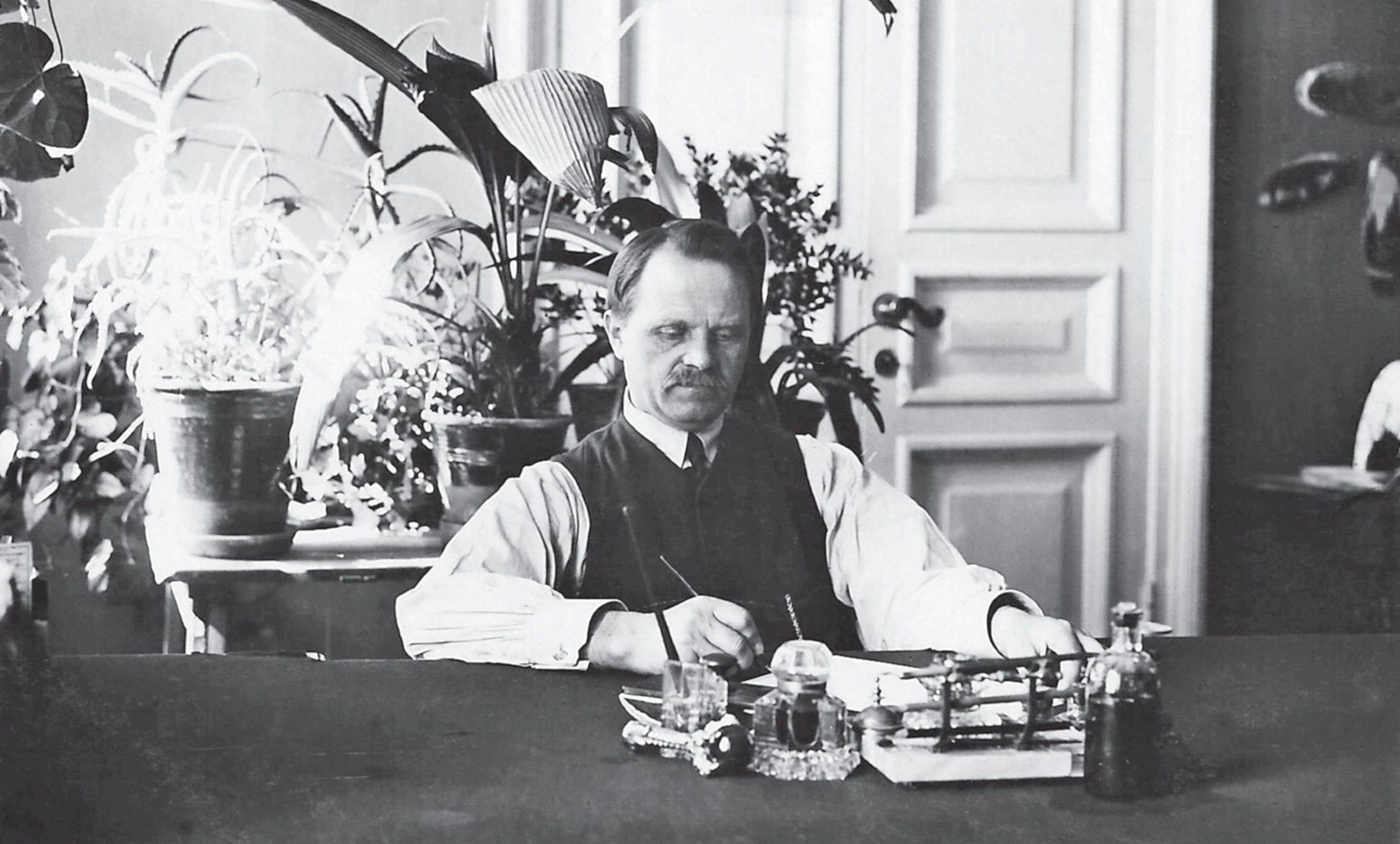
С. Я. Лауриккала в квартире в «Доме Финляндии». 1931 год

## Служение в Финляндии
После возвращения в Финляндию С. Я. Лауриккала был вынужден служить некоторое время разъездным пастором, подобно начинающим священникам. После перевода из епархии Тампере в епископскую епархию Турку с 1 сентября 1937 года он был назначен пастором-помощником в приходы южной части этой епархии, где особое внимание уделялось работе с молодёжью. После того, как пару недель Лауриккала замещал настоятеля прихода Ускела, он был переведён исполняющим обязанности настоятеля в приход Куусйоки. Там он прослужил около полугода, пока настоятель проходил дополнительное обучение. Одновременно Лауриккала, как пастор-помощник, совершал служение и в других приходах.
Отношение лютеранской церкви Финляндии к 55-летнему служителю, вызывало недоумение других пасторов. Его товарищ по служению в Ингерманландии Армас Аавикко так пишет в своих воспоминаниях: «Он приехал в Финляндию, где ему пришлось скитаться по приходам, служа пастором-помощником. Так оценили в Финляндии его бесценный опыт и служение, принёсшее благословение, которое невозможно описать словами, служение, на которое не был способен ни один из финских пасторов». Когда из Карелии эвакуировали пасторов, то им без всяких выборов предложили должности в Финляндии, а также возместили всё потерянное ими имущество. Но этого не было сделано по отношению к пасторам, вернувшимся из Ингерманландии. Потерявший всё Лауриккала должен был начинать жизнь в Финляндии с нуля и должность пастора вновь получать через выборы. Однако он никогда не возмущался и не жаловался на эту несправедливость.
В мае 1939 года двухлетние скитания по приходам закончились, и С. Я. Лауриккала приступил к исполнению обязанностей настоятеля прихода Хаусъярви. Для пастора, прожившего почти 30 лет в совершенно другом окружении, сдержанный дух прихода Хаусъярви был непривычным. По словам Армаса Аавикко, в Ингерманландии «отношения пасторов и прихожан были настолько близкими, что это невозможно описать финнам Финляндии так, чтобы они поняли. В Ингерманландии пастор был отцом прихожан как в душевном, так и в духовном смысле. И прежде всего, это относилось к пробсту Лауриккала». С началом Зимней войны для настоятеля Хаусъярви нашлась работа и за пределами своего прихода. Поскольку он хорошо знал русский язык, его пригласили стать душепопечителем советских военнопленных. Этим служением Лауриккала занимался до конца войны, а также позднее в 1941—1943 годах. Во время войны он многократно посещал лагеря военнопленных, в том числе раздавая там Библии на русском языке.
Когда в марте 1943 года с оккупированных Германией территорий ингерманландцев стали переселять в Финляндию, для С. Я. Лауриккала открылось новое поле деятельности. В период пребывания ингерманландских финнов в Финляндии он был их душепопечителем, посвящая этому всё своё свободное время. В лагерях для переселенцев Лауриккала встречал много старых знакомых. Там были прихожане из Каттила и из других приходов, где он служил. С. Я. Лауриккала пишет: «Обычно там (в лагерях) люди были очень рады, что через столько времени встретились со своим пастором, и много там было знакомых, много моих бывших конфирмантов, много знакомых прихожан, и все мы были очень обрадованы и возбуждены, что через столько времени и после всех испытаний смогли увидеть их и говорить с ними о Слове Божьем, ободрять их, давать советы как им теперь здесь в чужой стране жить и работать». Несколько раз в лагерях он организовывал конфирмационные школы для молодёжи.
В 1944 году, когда было подписано Московское перемирие, большая часть ингерманландских финнов (около 55 000 человек) отправилась назад в Советский Союз. Тогда закончилось и служение среди них пастора Лауриккала. Тем не менее он продолжал поддерживать связь с ингерманландцами, хотя и в намного меньшем объёме. После того, как большая часть их отправилась обратно, в Финляндии осталось примерно 8000 человек, из которых около половины постепенно перебралось в Швецию. Но ингерманландцы продолжали приходить в пасторат прихода Хаусъярви. По разным вопросам обращались они к пастору: кто поделиться горем, кто попросить помощи или совета, кто за духовной помощью.
Летом 1949 года Лауриккала взял отпуск и поехал в Швецию, чтобы встретиться с ингерманландцами. В ноябре того же года он снова совершил короткий визит в Швецию. Во время обеих поездок ингерманландцы просили его остаться и служить их пастором. Лауриккала и сам хотел вернуться к служению среди ингерманландцев и запросил, а затем и получил для этого освобождение на год от должности настоятеля в приходе Хаусъярви. Это время, с мая 1950-го по май 1951 года, он служил среди ингерманландцев, но, кроме того, окормлял ещё и живущих в соседней стране финнов из Финляндии. В конце концов, он принял решение попросить об отставке с поста настоятеля прихода Хаусъярви раньше срока, и в мае 1952 года вышел на пенсию, чтобы посвятить оставшиеся годы жизни служению ингерманландским финнам.

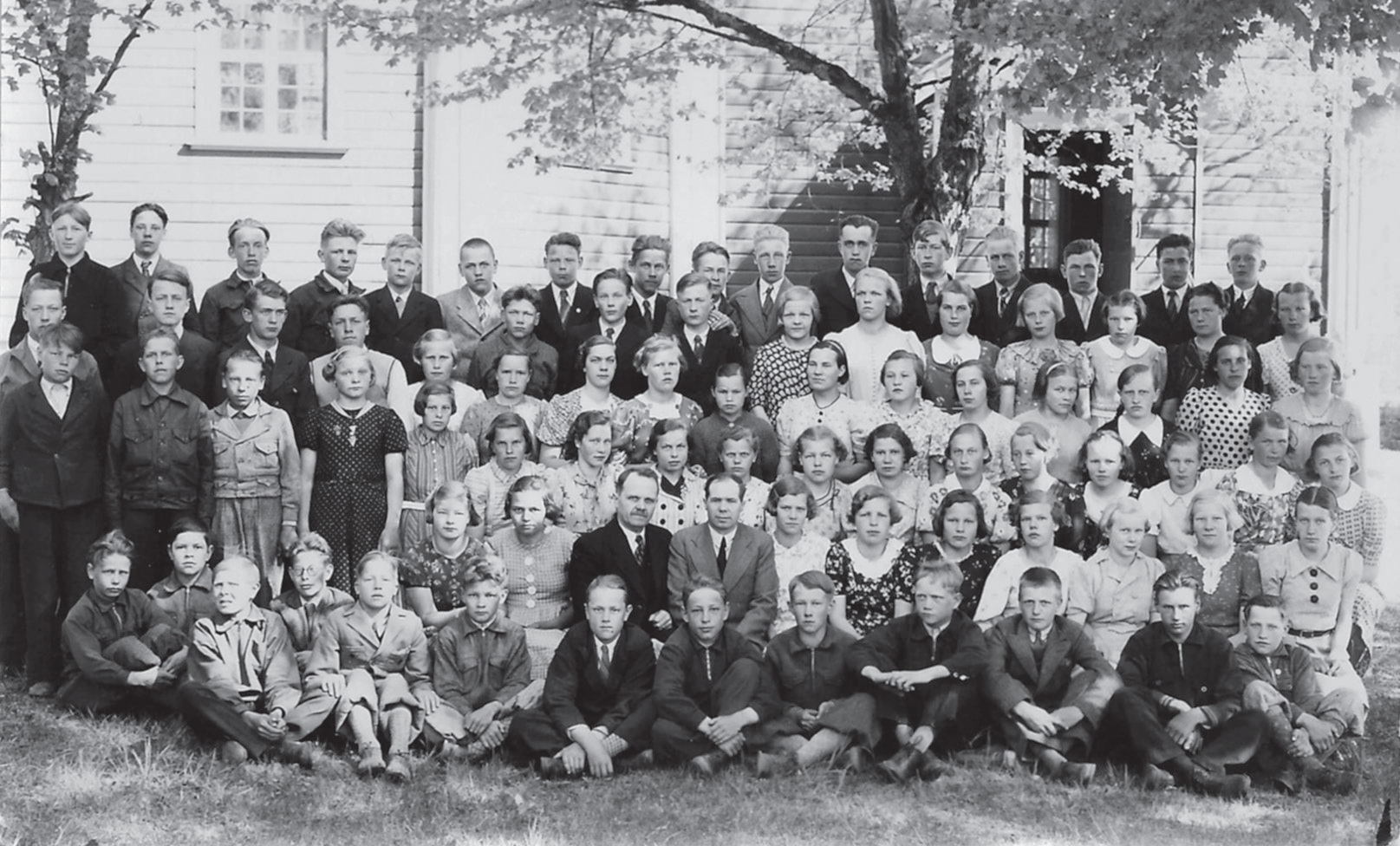
С. Я. Лауриккала и конфирманты прихода Хаусъярви. 1939 год
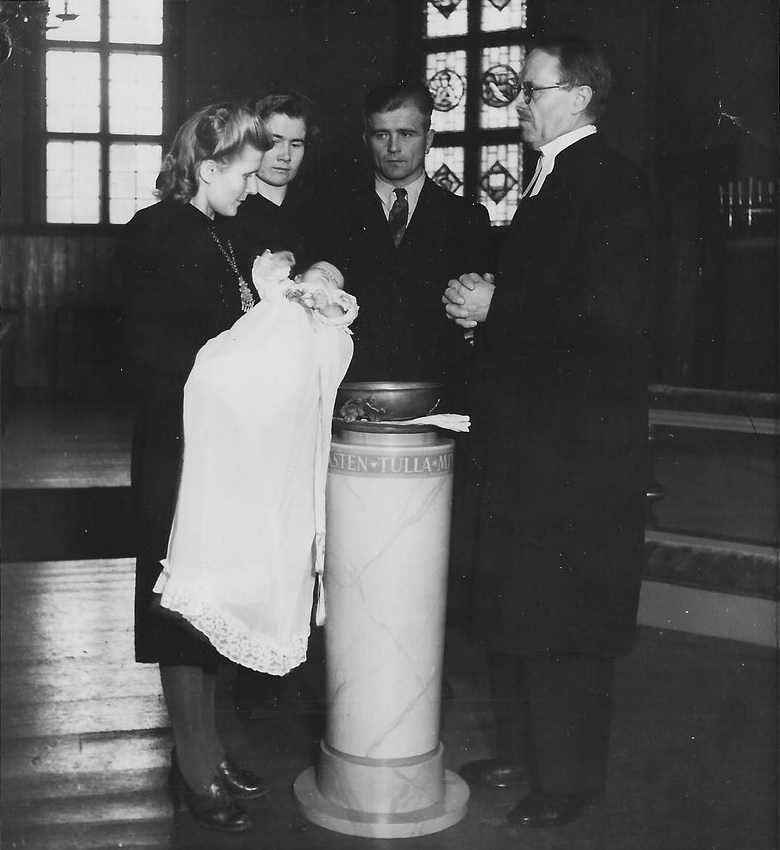
Крещение в приходе Хаусъярви. 1945 год

## Служение в Швеции
Регулярное церковное служение среди живущих в Швеции ингерманландских финнов началось в Буросе осенью 1947 года. Весной 1948 года в Швеции была создана специальная церковная комиссия для финноязычных беженцев. Прежде всего комиссия занялась поиском пастора для финноязычных беженцев, который мог бы посещать их в разных местах Швеции. Ингерманландские финны, которые уже давно ждали приезда своего пастора, просили С. Я. Лауриккала переехать и служить им здесь, в Швеции. Сам он писал: «Когда чуть более десяти лет назад двери к ингерманландцам закрылись для меня, я был вынужден оставить своё место и уехать. А теперь, когда двери к этому народу снова открылись, я ощущаю огромную ответственность перед ними. Никакой страх не остановит меня от продолжения того служения, которое когда-то осталось незаконченным». Получив годовой отпуск в приходе, С. Я. Лауриккала 13 мая 1950 года приехал в Бурос по направлению комиссии по делам диаспоры лютеранской церкви Финляндии для служения финноязычным и, прежде всего, ингерманландским прихожанам. Уже на следующий день, в воскресенье, он проповедовал в церкви, переполненной слушателями — Лауриккала начинал пасторское служение в третий раз в третьей стране.
Одновременно Лауриккала стал искать и другие места, где компактно проживали ингерманландцы. Целью этих поездок было выяснить, где ещё можно начать регулярное служение. Когда в Бурос приезжали пасторы из Финляндии или других мест, Лауриккала организовывал себе поездки в другие места страны. Он, например, помогал людям найти работу и жильё. Он приходил на помощь, когда пожилые или больные люди оказывались без поддержки. Люди обращались к Лауриккала по самым разным вопросам, и он всегда был готов помочь и выяснить все вопросы в официальных органах.
Окончательно Сайми и Селим Ялмари Лауриккала переехали в Бурос 16 мая 1952 года. Начался последний этап их жизни, который они снова посвящали служению ингерманландцам так же, как когда-то они посвятили этому свою молодость и лучшие годы жизни. Разница была лишь в том, что теперь это служение происходило не в любимой Ингерманландии, а в чужой стране, где ингерманландцы жили в рассеянии. Поле деятельности пастора было невероятно широким. Оно простиралось от Хельсингборга до Сундсвалля, то есть почти на тысячу километров в длину, и охватывало порядка тридцати приходов. Шведские пасторы относились к приходской жизни ингерманландцев уважительно и дружелюбно. Постепенно было сформировано расписание богослужений.
В обязанности Лауриккала входило также проведение конфирмационных школ. Лауриккала также способствовал созданию Центрального союза ингерманландских финнов (швед. Sveriges Ingermanländska Riksförbund) и участвовал в его работе. Он видел в Союзе силу, объединяющую живущих в рассеянии ингерманландских финнов. Люди, как и прежде, обращались к Лауриккала за помощью в самых разных вопросах. Особенно при обращении к властям, будь то продление разрешения на пребывание, получение работы и прочее, люди, не знавшие местного языка, очень нуждались в помощнике. По причине преклонных лет С. Я. Лауриккала, разрешение на служение ему выдавалось каждый раз лишь на год, и запрашивать его нужно было у архиепископа или короля.
Путешествуя по Швеции, Лауриккала останавливался в домах ингерманландцев, как уже привык делать в Ингерманландии, и всюду был желанным гостем, для которого хозяева дома старались создать самые лучшие условия, хотя сам он был очень непритязательным человеком. Последний раз С. Я. Лауриккала проповедовал ингерманландцам 7 июля 1957 года в церкви Густава Адольфа в Буросе. После этого он ушёл в отпуск и поехал к своей дочери в Хаусъярви. Этот отпуск превратился в больничный. Ещё в Швеции пробст чувствовал слабость, кроме того, он сильно похудел. По возвращении в Финляндию Лауриккала обратился в Хельсинки в больницу Диаконического центра для проведения медицинских исследований. Там он пробыл две недели, после чего был вынужден констатировать, что не сможет продолжать служение и сообщил о своей болезни прихожанам и в церковь. В ноябрьском номере журнала «Вера отцов» С. Я. Лауриккала послал своим прихожанам короткое приветствие, которое стало последним: «Дорогие прихожане и читатели „Веры отцов“. Находясь по-прежнему в больнице, на этот раз в радиологическом центре Хельсинки, посылаю вам через журнал пожелания Божьего мира, благословения и наилучшие пожелания! Иисус сказал Петру: „Сейчас ты не знаешь, что Я делаю, но позднее узнаешь“. С непрестанными молитвами за вас, ваш служитель Ялмари Лауриккала». Врачи радиологического центра делали всё, что могли, но 19 ноября 1957 года в 2:15 С. Я. Лауриккала скончался. Отпевание С. Я. Лауриккала состоялось 1 декабря в его родной церкви в Пюхяранта, на кладбище при которой он и похоронен.

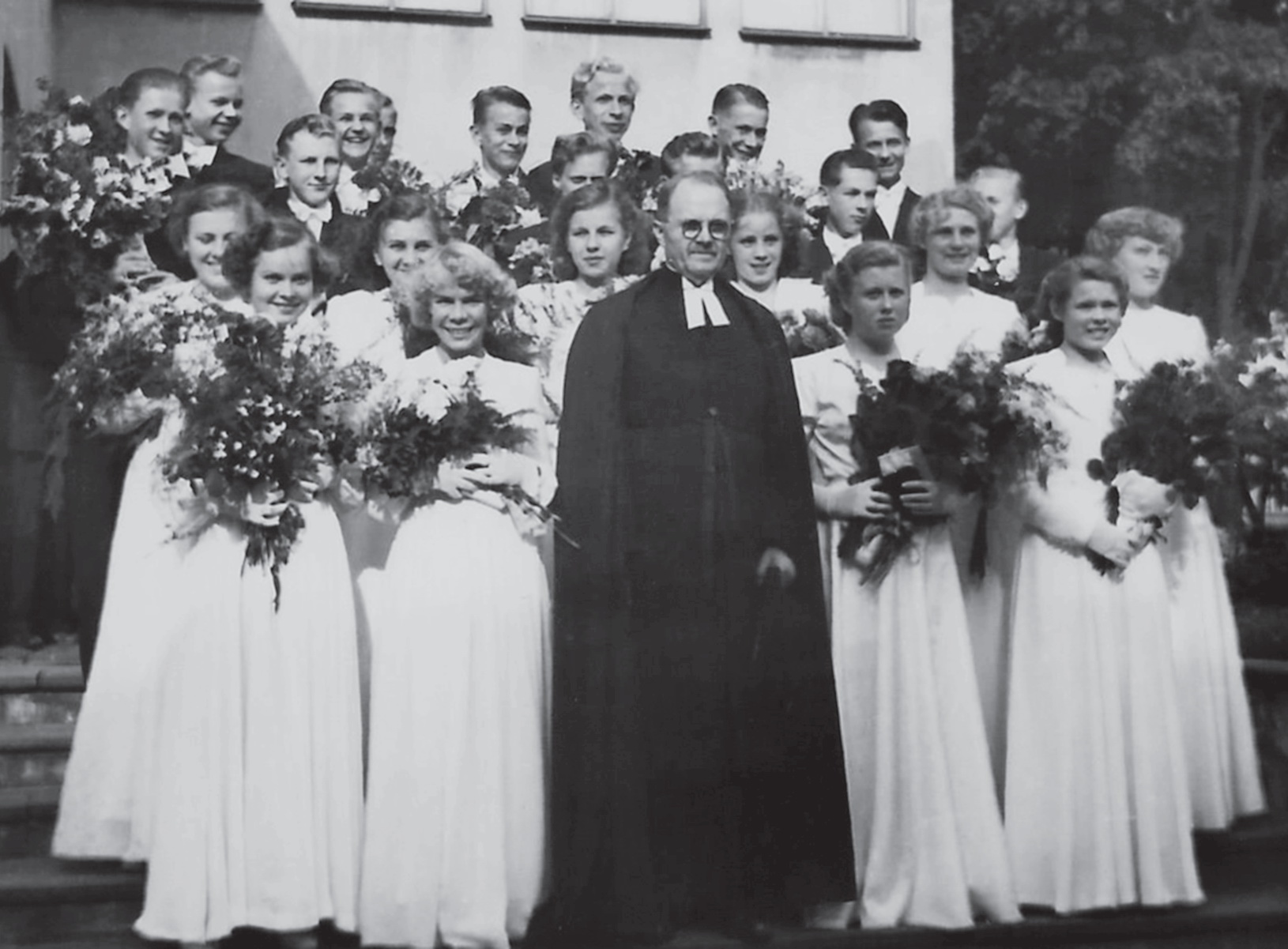
С. Я. Лауриккала с конфирмантами в Буросе. 1953 год
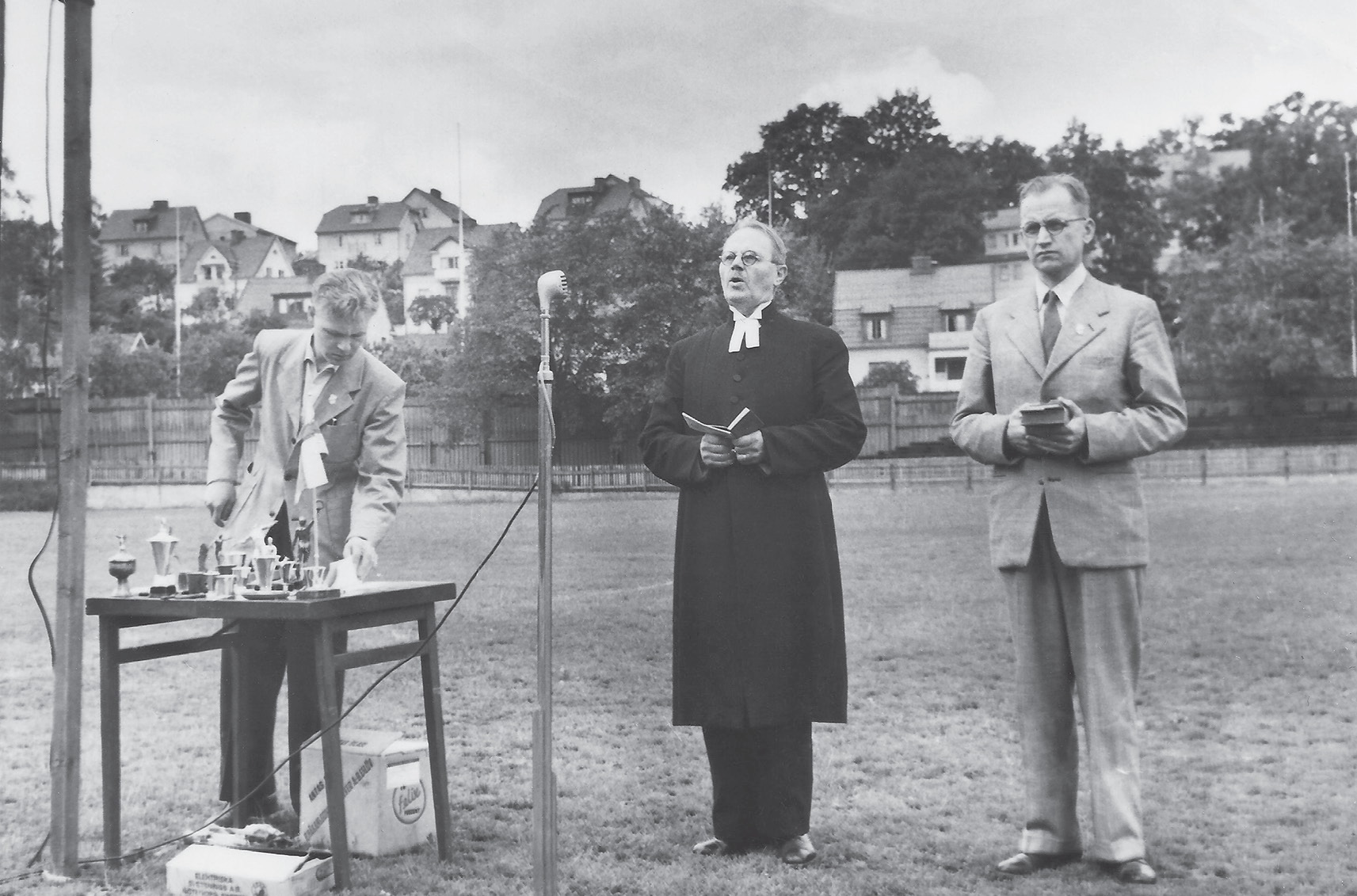
С. Я. Лауриккала открывает празднование Юханнуса на стадионе Рюаваллен. 1957 год
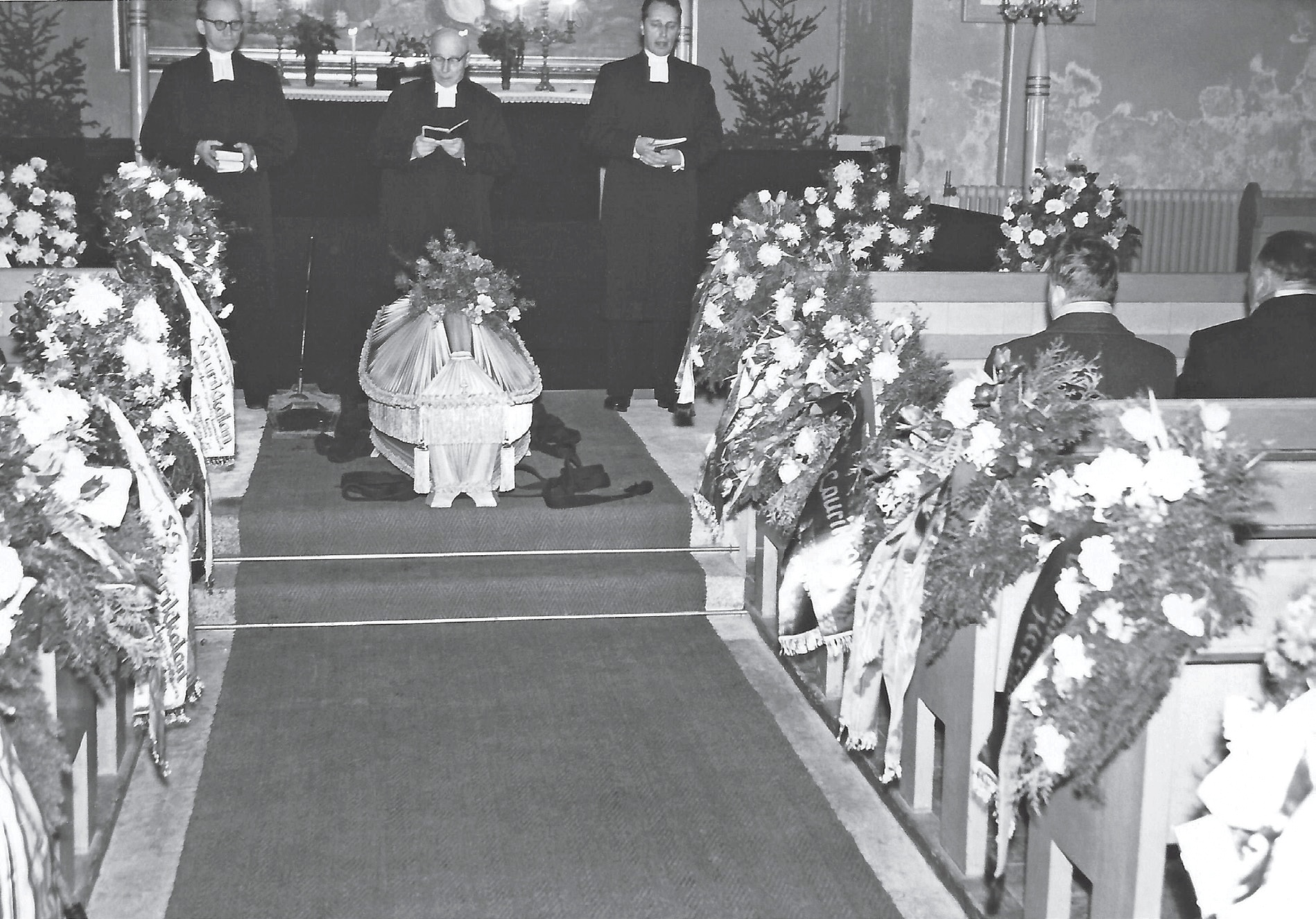
Отпевание С. Я. Лауриккала в церкви Пюхяранта. Слева направо: настоятель Юхани Яскеляйнен, пробст К. А. Саарилахти, настоятель Ээро Хюттинен. 1957 год

## Память о С. Я. Лауриккала
Основанный в 1995 году Теологический институт евангелическо-лютеранской церкви Ингрии, расположенный в деревне Колбино Всеволожского района Ленинградской области, носит имя Селима Ялмари Лауриккала.
В 2017 году телевизионная редакция IRR-TV совместно с родственниками Селима Ялмари Лауриккала, при участии Евангелическо-лютеранской Церкви Ингрии и ряда приходов Евангелическо-лютеранской Церкви Финляндии, создала девятисерийный документальный фильм «От мальчика-пастушка до епископа Церкви Ингрии» о жизни и деятельности выдающегося служителя христианской церкви Селима Ялмари Лауриккала. Позднее на его основе был создан десятисерийный вариант фильма.
Оценивая результаты служения С. Я. Лауриккала, современные биографы называют его духовным отцом ингерманландских финнов.

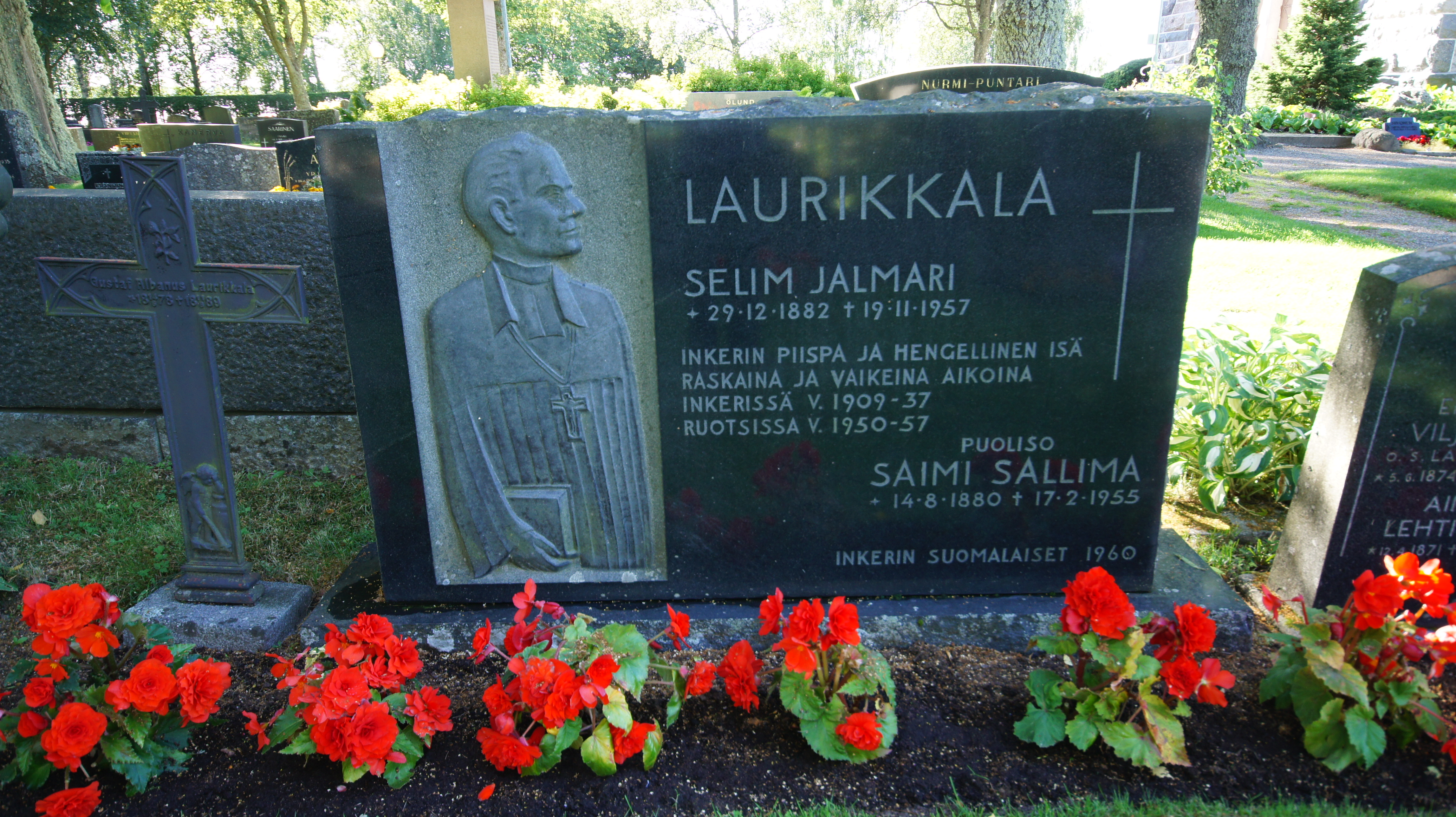
Надгробие С. Я. Лауриккала. 2015 год
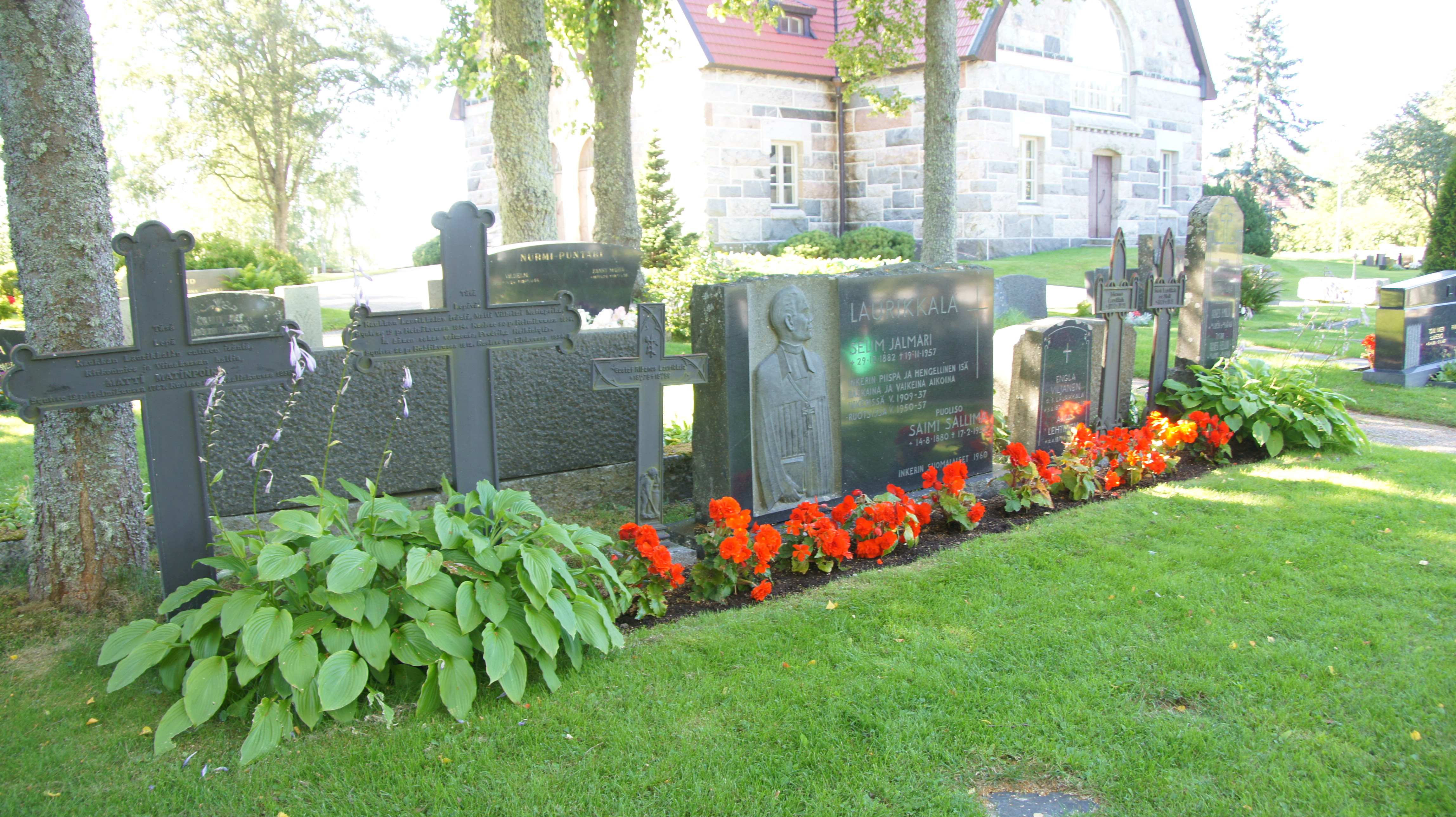
Кладбище прихода Пюхаранта. 2015 год
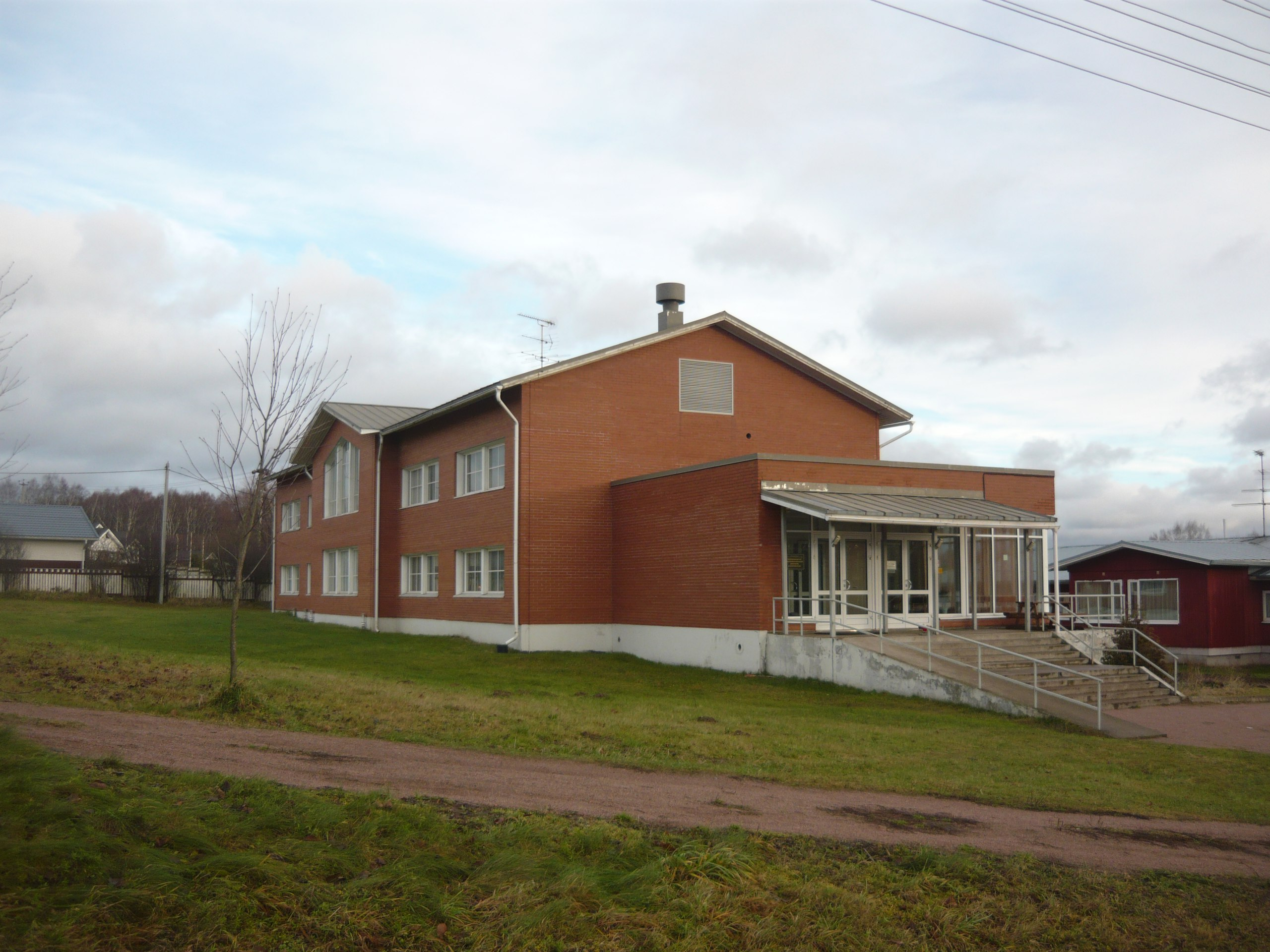
ТИЦИ им. С. Я. Лауриккала. 2015 год
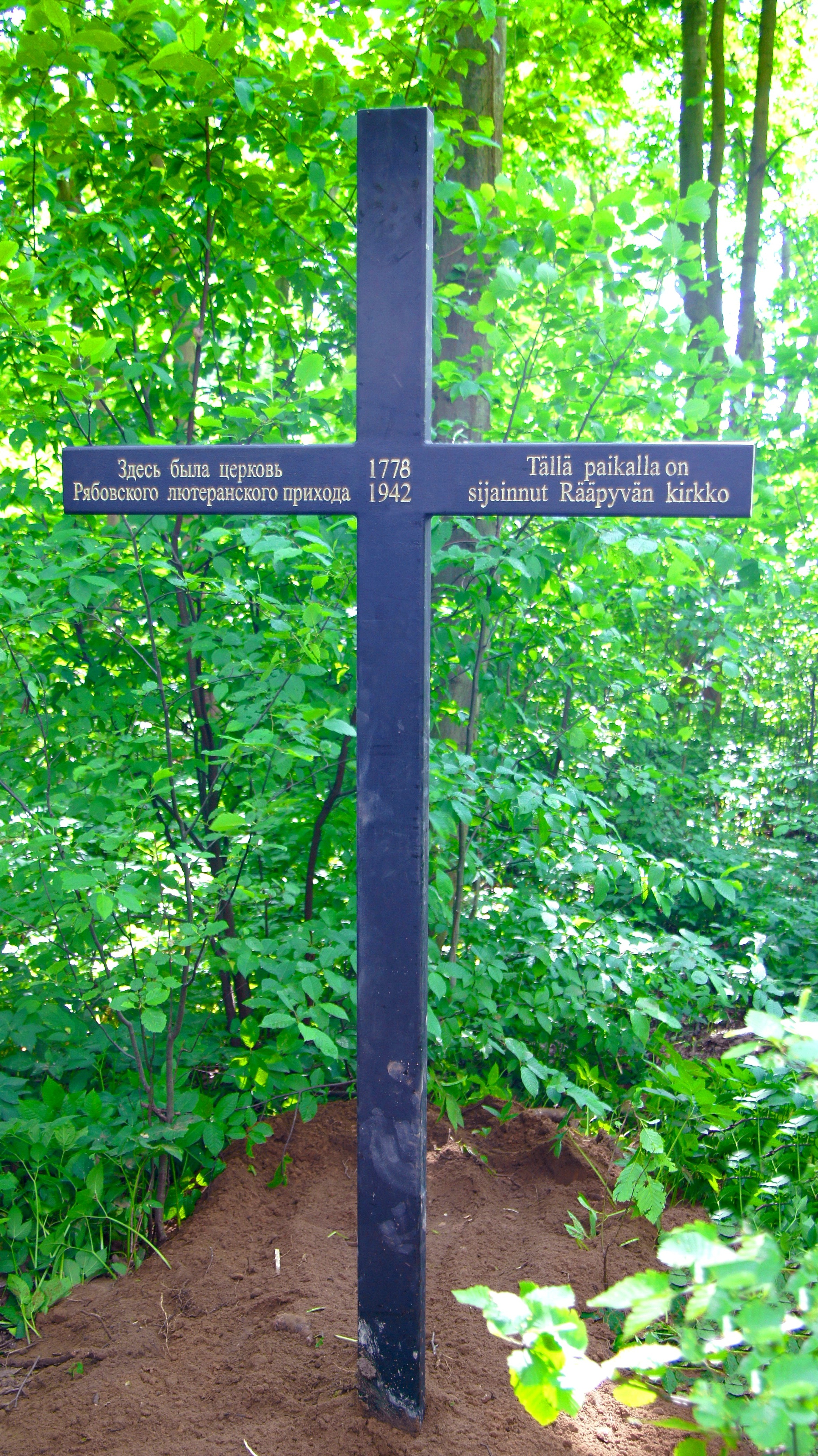
Памятный крест на месте кирхи прихода Ряяпювя, где служил С. Я. Лауриккала